# Vesting Olomouc
Vesting Olomouc (Tsjechisch: Pevnost Olomouc en Duits: Festung Olmütz) of Vestingstad Olomouc (Tsjechisch: Pevnost města Olomouc) is in fases in en rond de Moravische stad Olomouc gebouwd. De grootste ontwikkeling maakte de vesting door vanaf de 16e tot en met 19e eeuw, toen zij vooral gebruikt werd als onderdeel van de verdediging van de Oostenrijkse grens met Pruisen. De vesting werd in deze periode uitgebouwd tot een gebastioneerd vestingstelsel. In 1886 werd de vesting door de Oostenrijkers opgeheven omdat zij door de ontwikkeling van artillerie achterhaald was geworden.

## De ontwikkeling van de vestingstad

### Vroege middeleeuwen
De eerste fortificaties dateren uit de tijd aan het begin van de bewoning van dit gebied door Slaven aan het einde van de 7e eeuw. Restanten van fortificaties uit de tijd van het Groot-Moravische Rijk in de historische binnenstad en haar directe omgeving dateren tegen het einde van de 9e eeuw en het begin van de 10e eeuw.
In de 11e eeuw werd in Olomouc de oude burcht gebouwd. Na de ondergang van het Groot-Moravische rijk kwam Olomouc onder invloed van de Přemysliden onder wie de stad in de 12e eeuw van een tweedelige fortificaties voorzien werd. Het omheinde gebied strok zich in die tijd uit van de Wenceslausheuvel (Václavský pahorek, Domhügel) met de oude burcht tot de Jodenpoort (Židovská brána, Judentor).

### Middeleeuwen
Tussen 1239 en 1246 vergroeiden de verschillende (handels)nederzettingen tot één stad, die in deze tijd op basis van Maagdenburgs recht stadsrechten krijgt. Kort hierna wordt begonnen met de omringing met een stenen stadsmuur. De vroegste vermelding ervan dateert uit 1321. Delen van deze muur en twee poorten zijn tot op heden behouden. Zo rond de eeuwwisseling van de 13e naar de 14e eeuw kan er gesproken worden over een complete vroeggotische muur met poorten van de huidige binnenstad. Van deze poorten is de Jodenpoort, die nog tot in de 16e/17e eeuw een militaire functie had, tot op heden behouden.

### 16e eeuw tot en met de Dertigjarige Oorlog

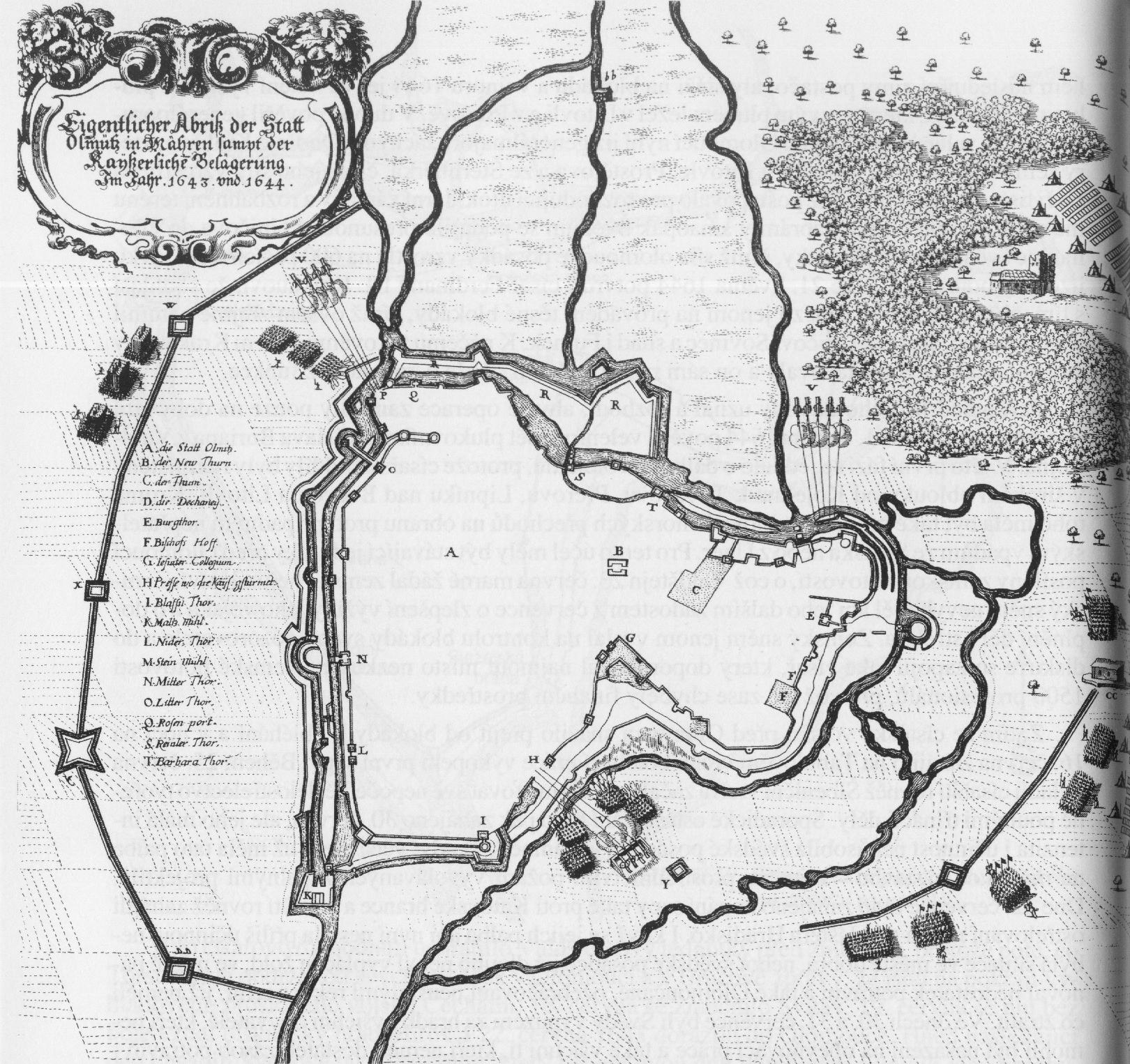
De belegering van de stad Olomouc door Keizerlijke troepen in 1643 en 1644

In de 16e eeuw werden diverse elementen van de fortificaties, waaronder de stadsmuur aan de noordkant van het stadscentrum na 1526 (ter hoogte van de straat Sokolská) en meerdere stadspoorten, verder uitgebouwd of herbouwd. Sinds de Vrede van Olomouc uit 1479 beleefde de stad voor een periode van meer dan honderd jaar vrede tot de uitbraak van de Dertigjarige Oorlog.
Hoewel de standen van Olomouc zich op 11 mei 1619 bij de Boheemse opstand voegden, was de stad pas voor het eerst bij oorlogshandelingen van de Dertigjarige Oorlog betrokken na de Slag op de Witte Berg. De oorlogshandelingen toonden aan de dat de sinds de Middeleeuwen minimaal versterkte stadsmuur ontoereikend en verouderd was, een deel van de stadsmuur stortte zelfs enkele dagen voor het treffen met de Zweden in de stadsgracht.
In het voorjaar van 1642 viel het Zweedse leger onder leiding van Lennart Torstenson Silezië binnen en rukte tot 10 juni naar Olomouc op. Het lukte het slechts 8000 troepen tellende Zweedse leger de keizerlijke troepen na een belegering van de stad van vier dagen tot een terugtocht richting Brno te dwingen. Ondanks de snelle inname brachten de Zweden aanzienlijke schade toe aan voornamelijk de noordelijke fortificaties. Om naderende vijanden op een grotere afstand te kunnen detecteren, werden grote bossen om de stad gekapt en werd de bebouwing buiten de stadsmuur met de grond gelijk gemaakt. Ten tijde van de bezetting van de stad richtten de Zweden de stad voor hun militaire doelen in. Zo werden bijvoorbeeld in de binnenstad meerdere huizen gesloopt en werd het aantal bruikbare stadspoorten teruggebracht tot vier, zo kon om de stad in en uit te gaan in deze tijd slechts gebruik worden maken van de Burchtpoort (Hradská brána, Burgtor), de Blasiuspoort (Blažejská brána, Blasiustor), de Middelste poort (Střední brána, Mitteltor) en de Rohelpoort (Rohelská brána, Rohel-Tor). Onder de Zweden werden vooral aan de noordzijde nieuwe fortificaties gebouwd. Tot 1645 werd Olomouc blootgesteld aan een permanente blokkade door keizerlijke troepen, waarvan de sterkte varieerde afhankelijk van de andere oorlogsgebeurtenissen.
De tijd van 1646 tot het einde van de Dertigjarige Oorlog verliep in Olomouc daarentegen rustig en zonder noemenswaardige gevechtshandelingen. Om deze reden investeerden de Zweedse bezetters meer inspanningen in de reparatie en uitbreiding van vervallen vestingwerken. Daardoor behoorde de stad aan het einde van de Dertigjarige Oorlog tot de sterkste vestingen in de Landen van de Boheemse kroon. De maatregelen van de Zweden bereikten echter geenszins de stand van de militaire techniek van de dag, doordat verbeteringen overwegend onder geldgebrek en tijdsdruk werden uitgevoerd.

### Oostenrijkse vestingstad

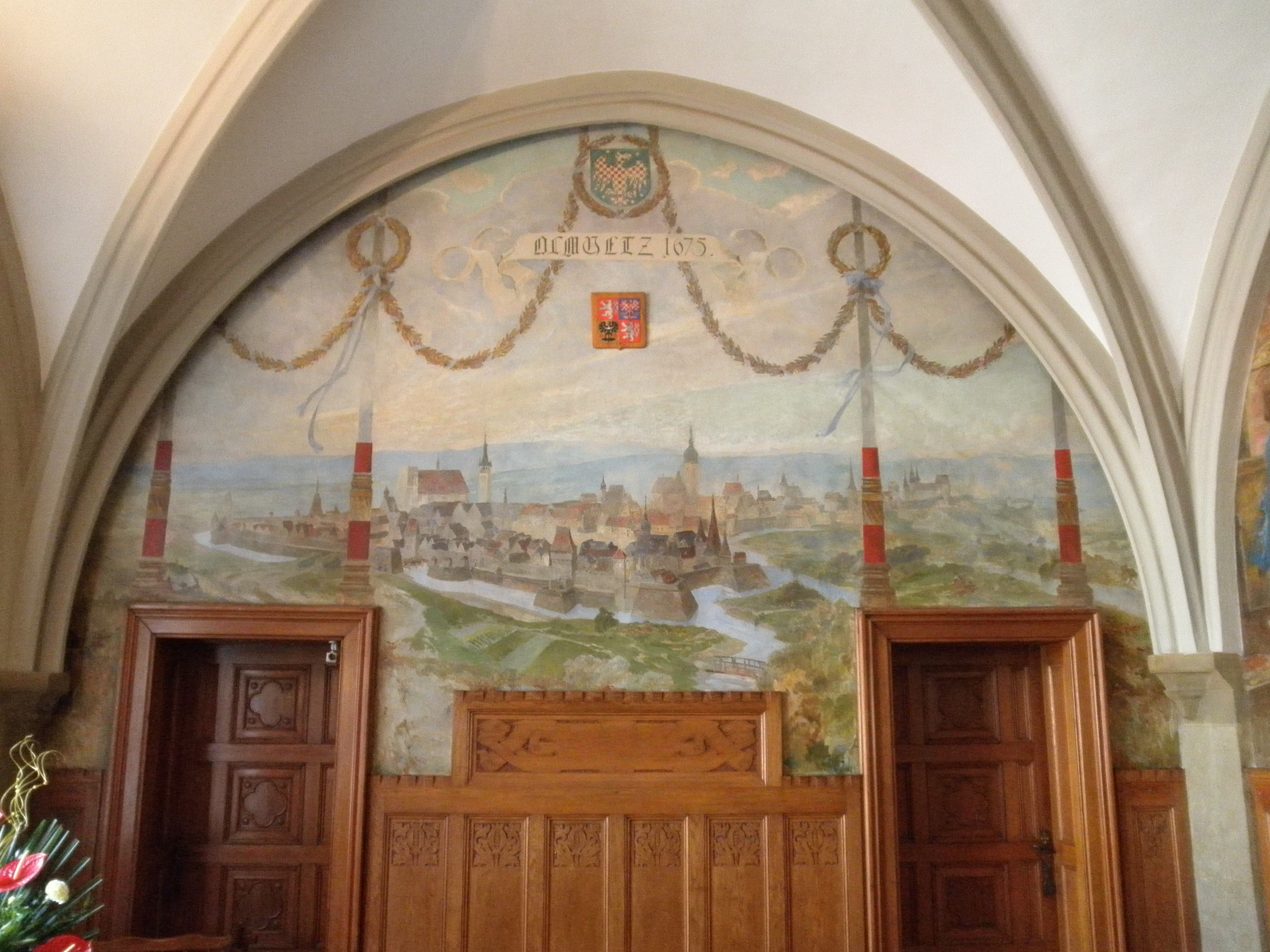
Een muurschildering in het Raadhuis van Olomouc van de vestingstad Olomouc in 1675 gezien vanuit het zuidwesten.

In 1655 werd Olomouc door keizer Ferdinand III uitgeroepen tot vesting. Naast Olomouc hadden in Moravië de steden Jihlava, Brno en Uherské Hradiště en het kasteel Helfštýn een dergelijke status. Als eerste commandant van de vesting werd Locatello de Locatelli benoemd, die haar aanbouw overzag.
In 1658 ontwierp maarschalk Jean-Louis Raduit de Souches een plan voor de versterking van de bestaande fortificaties en het aanvullen van deze fortificaties met vijfhoekige bastions. Een nieuw ontwerp op basis van het systeem van Vauban werd in 1699 voorgelegd. In 1717 werd een fortificatieproject voorgesteld door Louis de Rochetz dat voortborduurde op het plan uit 1699 voor de bouw van een systeem van bastions om de hele stad heen.

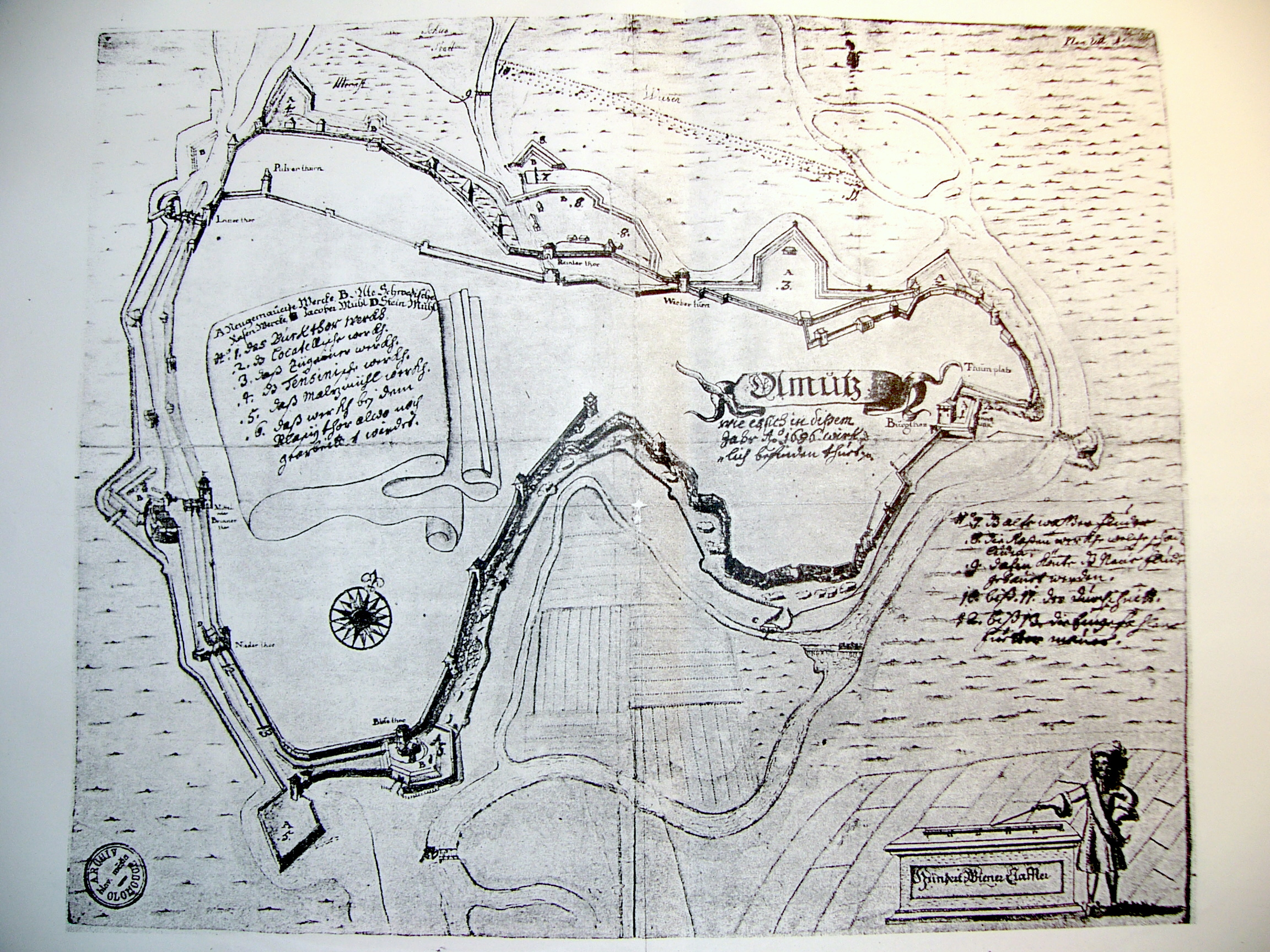
Een kaart van de fortificaties van Olomouc van 1686.

Pas op basis van het besluit van de Oostenrijkse keizerin Maria Theresia uit 1742 werd tot 1757 de vesting uitgebouwd tot een volledig gebastioneerd vestingstelsel op basis van de plannen van ingenieur Pierre Philippe Bechade de Rochepin. Olomouc werd een zeer moderne polygonale bastionvesting met meerdere reduiten, ravelijnen, contregardes en vooruitgeschoven forten, ook werd het kroonwerk Korunní pevnůstka aangelegd. Naast Olomouc zelf werd ook het nabijgelegen Klášterní Hradisko van fortificaties voorzien. De fortificaties werden gebouwd volgens de Franse school.
Na het verlies van een groot deel van Silezië aan Pruisen bij de Vrede van Breslau werd Olomouc een strategische vesting aan de grens. In de Zevenjarige Oorlog die volgde wilde Frederik II in 1758 volgens een oud plan de Oostenrijkse gebieden aanvallen. Hij hoopte door de vesting te veroveren Maria Theresia tot een vrede te kunnen dwingen. Het Pruisische leger marcheerde in mei 1758 Moravië binnen, waarna vanaf 20 mei het leger de vesting in had gesloten. Een belegeringskorps van ongeveer 8000 man zou het garnizoen moeten overwinnen. Ondertussen beveiligde Frederik II de onderneming tegen het leger van von Daun.

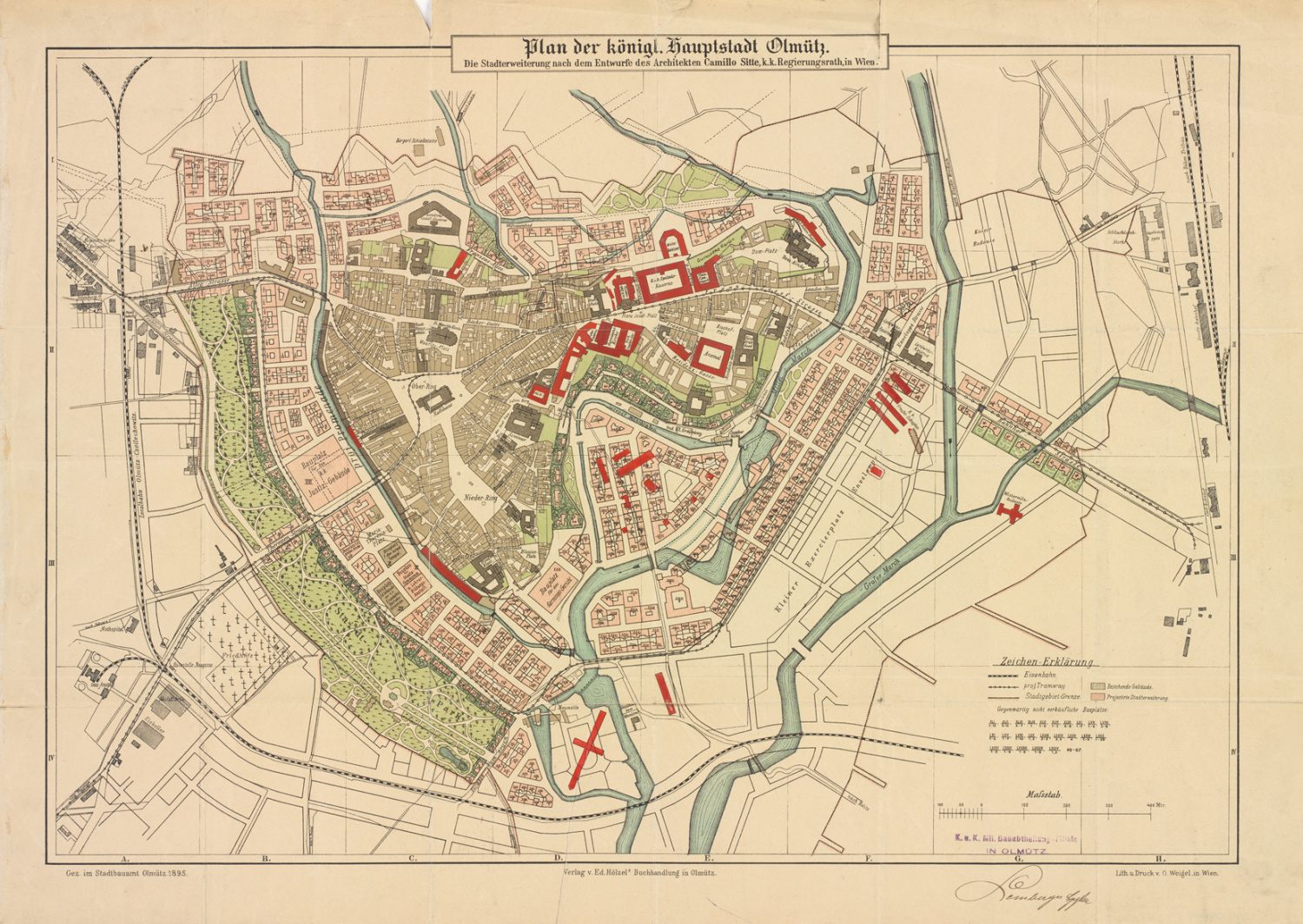
Een gedeeltelijk uitgevoerd plan van Camillo Sitte voor stadsuitbreidingen op de voormalige vestingwerken uit 1895.

Vanwege de gunstige ligging van Olomouc en de bekwame manoeuvres van de Oostenrijkse commandant Ernst Dietrich, maarschalk van Burgholzhausen, kon Olomouc niet volledig worden ingesloten. Dit stelde Veldmaarschalk Daun in staat om een verbinding met de vesting te herstellen en het garnizoen te allen tijde te versterken. De vesting was niet langer door de Pruisen in te nemen toen een bevoorradingstransport afkomstig uit Opava (Duits: Troppau) door de Oostenrijkers onder von Laudon op 28 juni bij Guntramovice (Duits: Gundersdorf, een dorp in de gemeente Budišov nad Budišovkou) en op 30 juni bij Domašov nad Bystřicí (Duits: Domstadtl) succesvol aangevallen werd. Na deze nederlaag was Frederik II gedwongen het vijf weken durende beleg op 1 juli 1758 op te geven.
Ten tijde van de napoleontische oorlogen werd in Olomouc de Franse generaal de La Fayette vastgezet en de maarschalk Aleksandr Soevorov gehuisvest. Toen in 1850 de spanningen toenamen tussen Oostenrijk en Pruisen werd maarschalk Radetzky naar Olomouc gestuurd. Rond dezelfde tijd werden eerst 17 forten en vervolgens nog eens vier als krans rondom de stad gebouwd. keizer Frans Jozef I bezocht meerdere keren de vesting en de nieuw gebouwde forten aan de westzijde van de stad. Ook had hij hier een ontmoeting met de Russische tsaar Nicolaas I. Desalniettemin bleef tijdens de Oostenrijks-Pruisische Oorlog van 1866 een aanval ter verovering van Olomouc uit en de vesting verloor haar strategische betekenis. Tussen 1870 en 1876 werd het laatste fort in Radíkov gebouwd, maar al in 1886 werd de vesting opgeheven. In november krijgt Olomouc de verordening van de keizer van 9 maart 1886, waarmee de vesting Olomouc wordt opgeheven en de stad de kans krijgt zich verder te ontwikkelen. Al in 1876 werd de Burchtpoort (in de richting van het station) gesloopt om plaats te maken voor wat tegenwoordig bekend staat als soubor nájemních domů (verzameling van appartementsgebouwen).

## Architectuur van de vesting

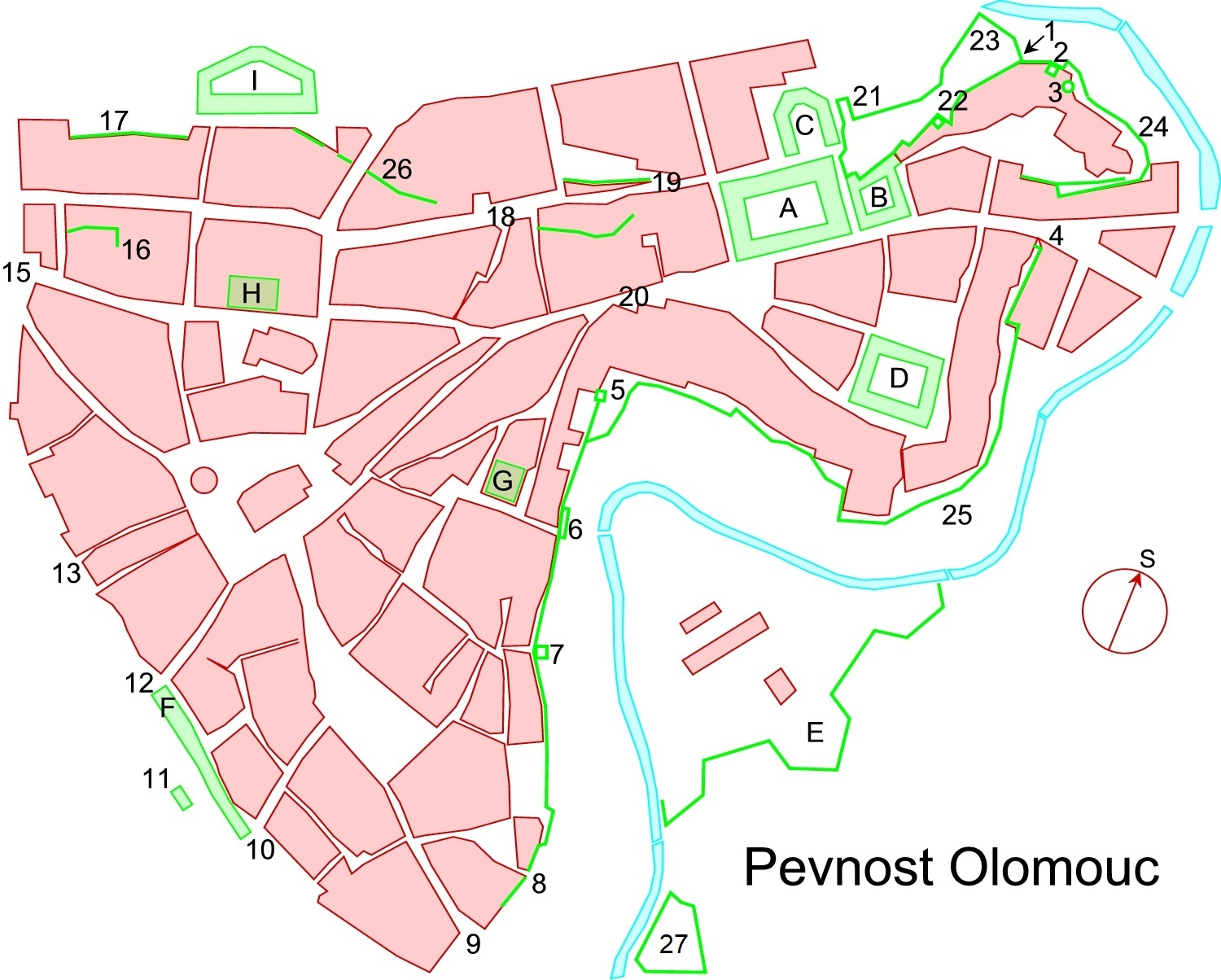
A – Haná-kazerne
B – Huis van het leger
C – Legerbakkerij
D – Theresia-arsenaal
E – Korunní pevnůstka
F – Waterkazerne
G – locatie van het afgebroken Stadsarsenaal
H – locatie van de afgebroken Mauritiuskazernes
I – Oudestadskazerne
1 – Zigeunerpoort
2 – Rechthoekige verdedigingstoren
3 – Ronde romaanse toren
4 – locatie van de afgebroken Burchtpoort
5 – Jodenpoort
6 – Michaelsuitsteeksel
7 – Beulenpoort
8 – locatie van de afgebroken Blasiuspoort
9 – locatie van de afgebroken Katherinapoort
10 – locatie van de afgebroken Benedenpoort
11 – Theresiapoort
12 – locatie van de afgebroken Middelste poort
13 – locatie van de afgebroken Putzentürl-pförtl
15 – locatie van de afgebroken Litovelpoort
16 – resten van de middeleeuwse stadsmuur met de Kruidtoren
17 – resten van de Renaissancestadsmuur met de Rozenpoort
18 – locatie van de afgebroken Rohelpoort en de afgebroken Watertoren
19 – locatie van de afgebroken Barborapoort met resten van de laatgotische stadsmuren
20 – locatie van de afgebroken Nieuwe poort
21 – resten van het Hospitaalbastion
22 – de voormalige Allerheiligenpoort
23 – Locatelli-bastion
24, 25, 26 – stukken Middeleeuwse stadsmuur
27 – Ravelijn nr. 27

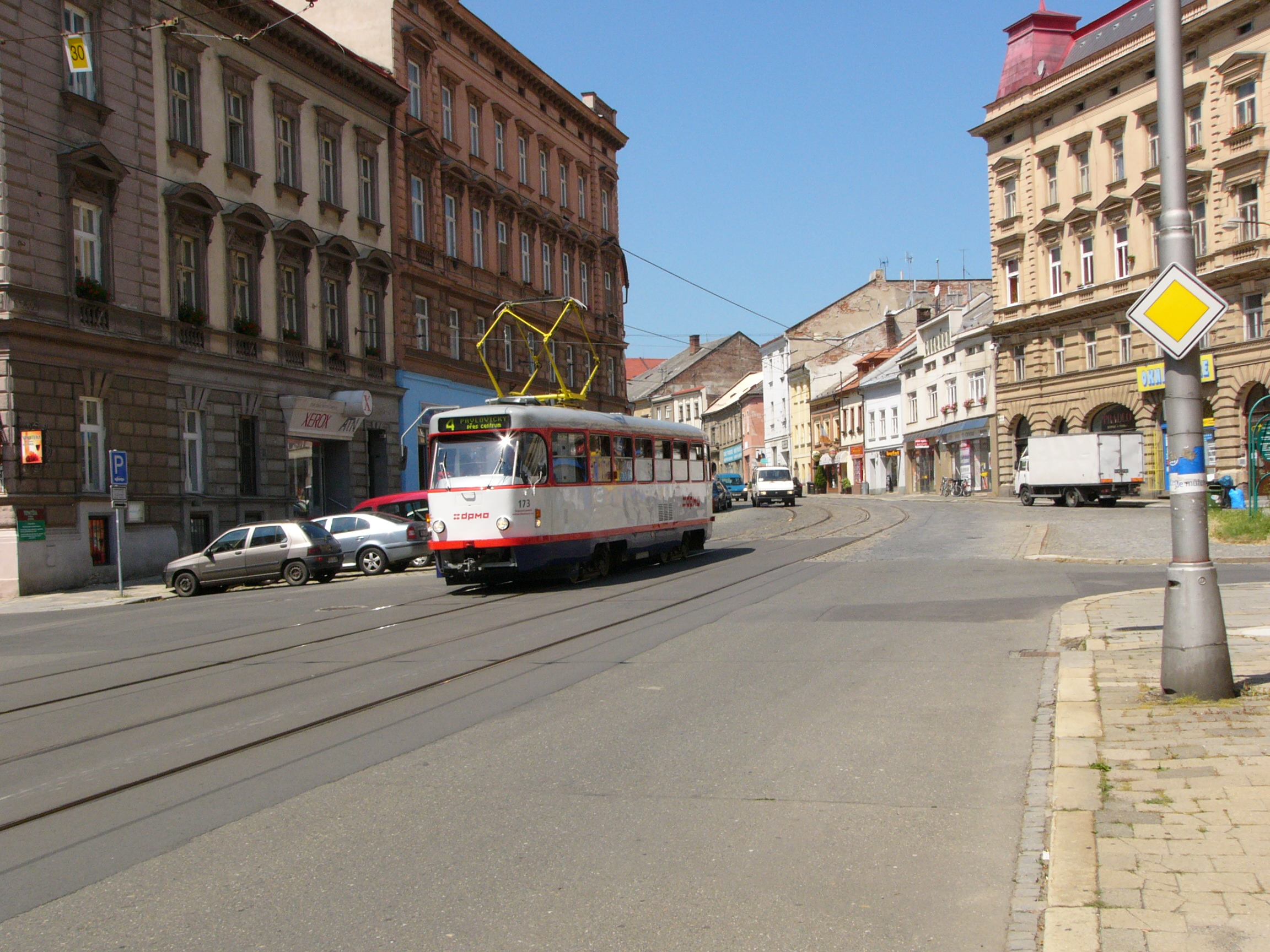
Locatie van de Burchtpoort (4)

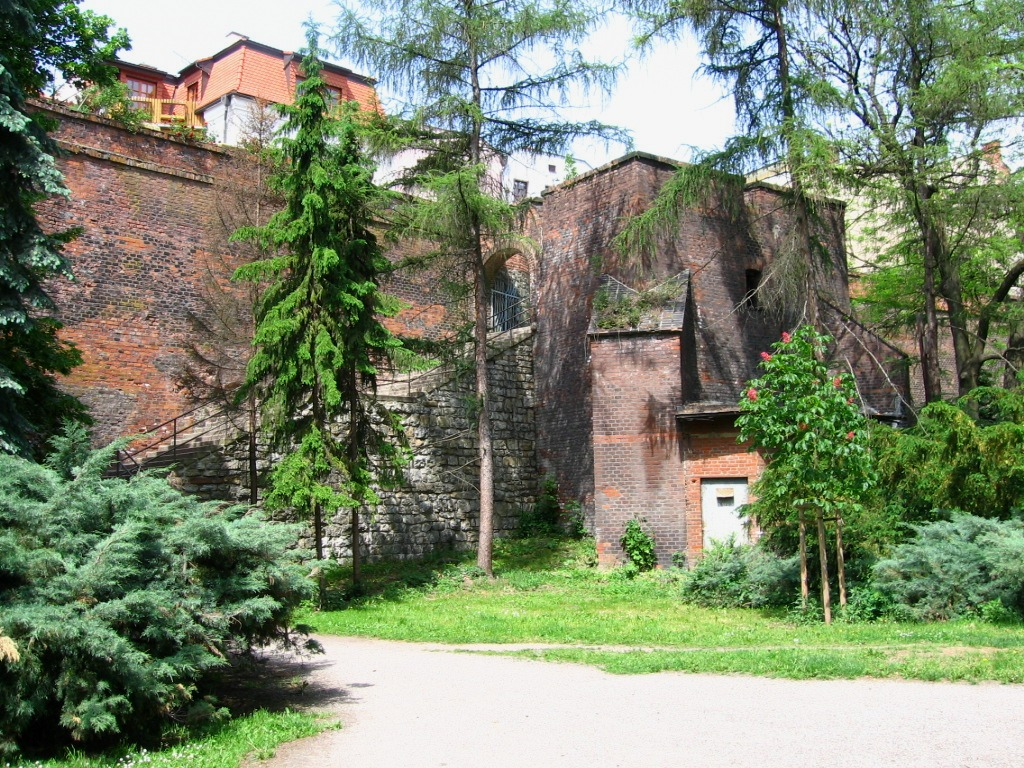
De Beulenpoort (7)

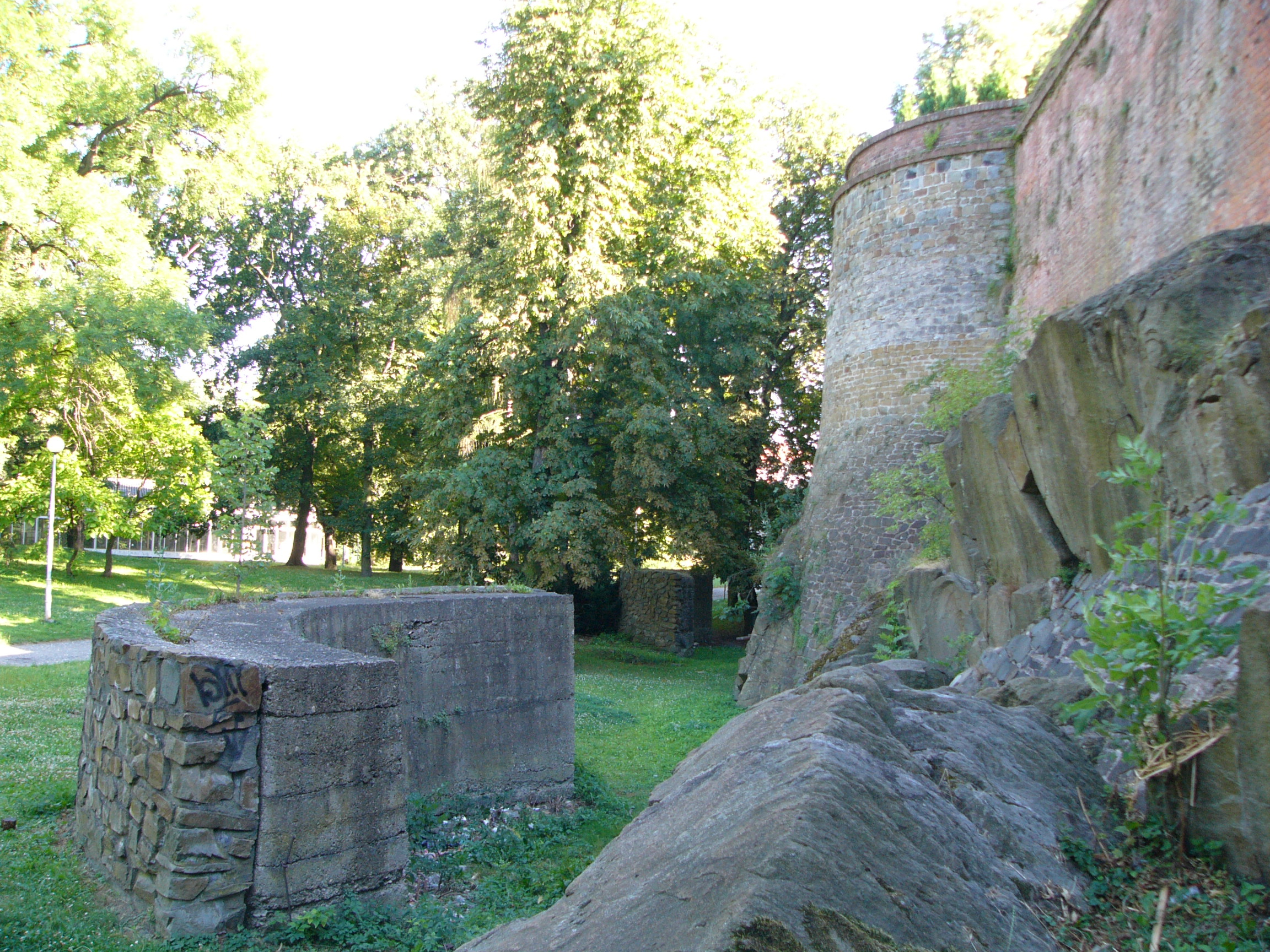
De toren Cartovní věž met schuilkelder uit de 2e wereldoorlog tussen (7) en (8)

|  | huidige stedelijke bebouwing in de historische stadskern |
|  | huidige delen van de vesting Olomouc                     |
|  | huidige stroom van de Mlýnský potok                      |

### Torens, poorten en stukken stadsmuur

#### Zuidoostelijke zijde
- de Burchtpoort (Tsjechisch: Hradská brána, Opavská brána en Kopecká brána, Duits: Burgtor), gesloopt in 1876. De poort bestond uit twee delen, van elkaar een paar meter gescheiden en met elkaar verbonden met een ophaalbrug. De binnenste poort van de burchtpoort had een eigen wachtershuisje en in de poort was de strafbank gevestigd. In 1678 werd de poort opnieuw in gebruik genomen op bevel van generaal Felix Scherovský. De buitenste poort vormde een barbacane.
- het Jacobsuitsteeksel (Jakubský výpad), een rechthoekige toren met trappenhuis. Het verbindt het Bezručpark (Berzučovy sady) met de straat Křížkovského.
- de Jodenpoort (Židovská brána, Judentor), tussen de gebouwen van het Jezuïtenconvict (Jezuitský konvikt) aan de Universiteitsstraat (Univerzitní ulice), is vandaag de dag nog behouden met de gaten voor de kettingen van een ophaalbrug.
- het Jodenuitsteeksel (Židovský výpad), een dichtgemaakte doorgang in het stuk stadsmuur uit de Nieuwe tijd, die het huidige Bezručpark verbond met de Jodenpoort.
- het Michaelsuitsteeksel (Michalský výpad, Michaels-Vorsprung), een rechthoekige toren met een trappenhuis uit 1756. Volgens V. Richter zou de toren kunnen stammen uit de 13e eeuw.
- de Beulenpoort (Katovská bránka, Henkertor), een rechthoekige toren, tegenwoordig zonder dak. De trap is in 1943 in gebruik genomen.
- de Blasiuspoort (Blažejská brána, Blasiustor), de verbinding vormend tussen het Blasiusplein (Blažejské náměstí) en het Bezručpark, een van de oudste poorten, gesloten door de Zweden in 1645. Na de opening van de Katherinapoort diende de Blasiuspoort als kruidopslag, gesloopt tussen 1826 en 1904.
- de Katherinapoort (Kateřinská brána, Katherinentor), in gebruik genomen in 1699 in een ouder stuk stadsmuur. Dankzij de betere ligging verving de Katherinapoort de nabijgelegen Blasiuspoort, gesloopt in 1878.
- Ravelijn nr. 27 (Ravelin č. 27), een bewaard gebleven ravelijn.

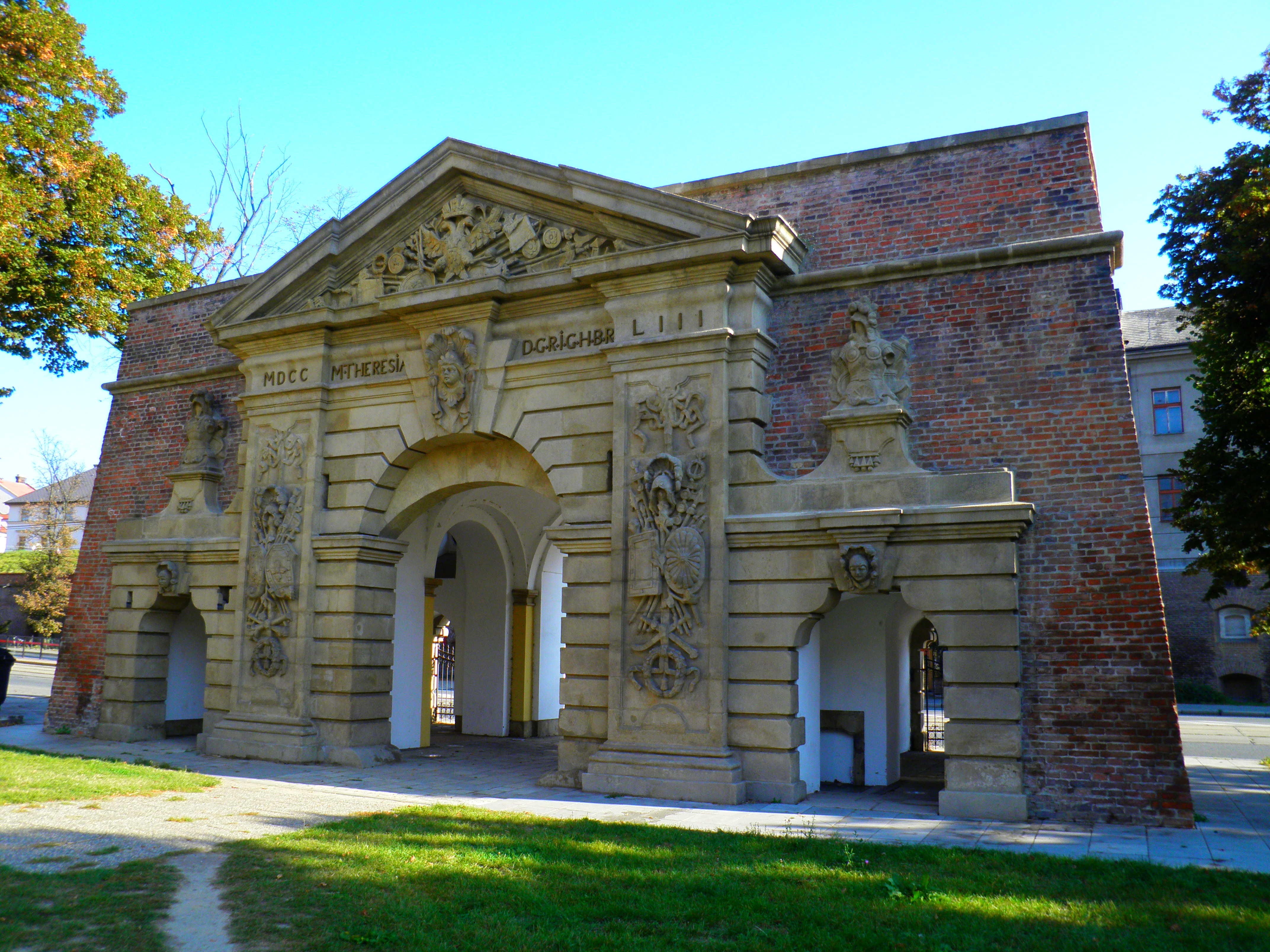
Theresiapoort (11)

#### Westelijke zijde
- de Litovelpoort (Litovelská brána, Litoveler Tor) op het huidige plein van de helden (náměstí Hrdinů). Tussen 1644 en 1645 volledig vernietigd en daarna opnieuw gebouwd. Afgebroken in 1882 en verplaatst naar de ingang van het Čechpark (Čechovy sady).
- de Putzentürl-pförtl (soms ook Butzen-Thürl genoemd), een poort die diende voor het schoonmaken van het riool in de mond van de Zweedse straat (Švédská ulička), gesloopt.
- de Middelste poort (Střední brána, Mitteltor), aan het begin van de Pavelčákstraat (Pavelčákova ulice), in de 18e eeuw hernoemd tot Binnenste Theresiapoort (Vnitřní Terezká). Gesloopt in 1883.
- de Theresiapoort (Terezská brána, Theresientor), een barokke bakstenen bouwwerk met een gebeeldhouwde stenen decoratie uit de 18e eeuw aan de Vredeslaan (třída Svobody). De poort is tot de dag van vandaag behouden gebleven
- de Benedenpoort (Dolní brána, Unterer Tor) aan het begin van de La Fayettestraat (Lafayettova ulice), gesloopt in 1884. De poort werd in de 14e eeuw ook wel de Slagerspoort (brána Řeznická) genoemd, een naam die is afgeleid van de nabijgelegen slagerswinkels (Masné krámy).

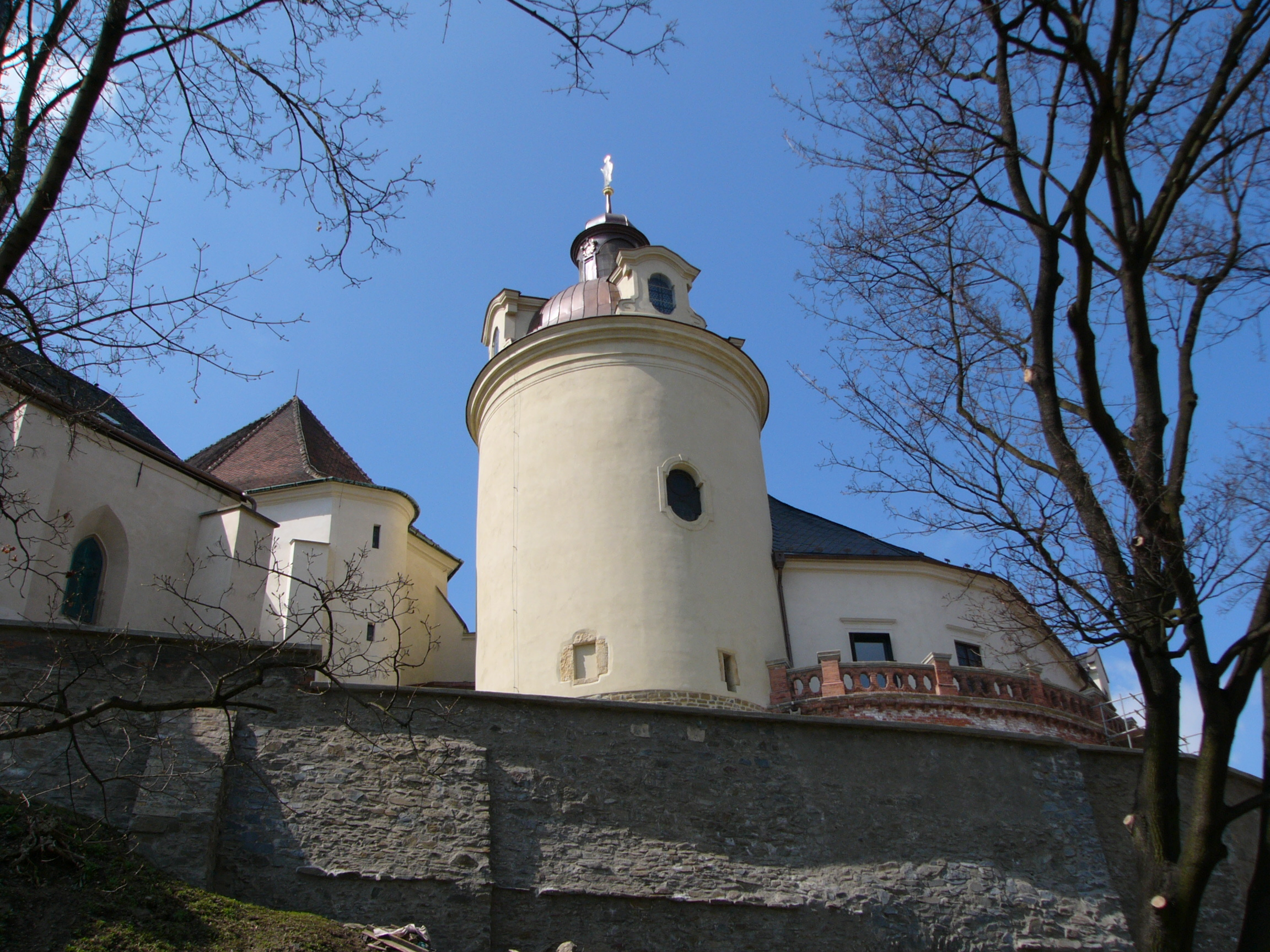
Ronde romaanse toren (3)

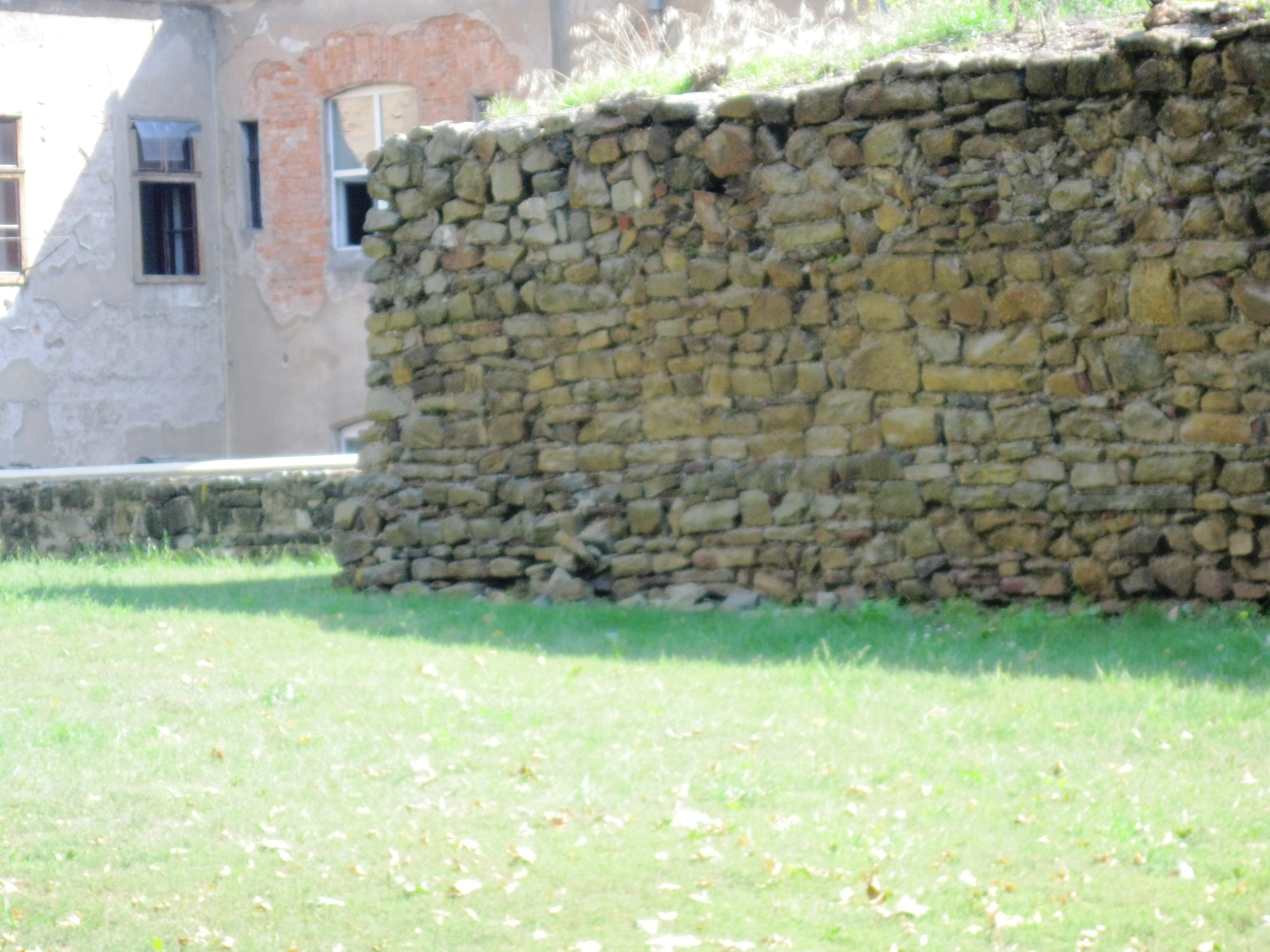
Resten van de romaanse kasteelmuur (24)

#### Noordelijke zijde
- de Ronde romaanse toren (Okrouhlá románská věž, runder romanischer Turm) met de Sint-Barbarakapel (Kaple svaté Barbory, St. Barbara-Kapelle)
- de gotische Rechthoekige verdedigingstoren (Tsjechisch: Hranolová obranná věž of Hranolová gotická obranná věž, Duits: Prismenförmiger Verteidigungsturm) van de Burcht van Olomouc. De toren is tot de dag van vandaag behouden en tegenwoordig onderdeel van het Arcidiecézní muzeum.
- de Zigeunerpoort (Cikánská branka, Zigeunertor) in het Locatelli-bastion, gebruikt als verbinding met Klášterní Hradisko, is behouden gebleven.
- het Locatelli-bastion (Locatelliho bastion, Locatelli-Bastion) in het Park onder het Buitenbioscoop (Park pod Letním kinem), is behouden gebleven. Met de bouw van het bastion is begonnen tijdens de Zweedse bezetting van de stad, in 1676 afgebouwd.
- de Allerheiligenpoort (Brána Všech svatých, Allerheiligentor) is als toren behouden gebleven als onderdeel van de Burcht van Olomouc, maar niet meer als poort te gebruiken. De poort is te zien vanuit de Buitenbioscoop (Letní kino).
- het Hospitaalbastion (Špitálský bastion, Spitalsbastion) tussen de Dubrovský-straat (ulice Dubrovského) en Leerlooiersstraat (Koželužská ulice), gebouwd van 1656, later afgebroken. De vorm volgt de vijfhoekige vorm van de voormalige Legerbakkerij
- de Barborapoort (Barbořina brána, Warberturm) in de Leerlooiersstraat, herbouwd in 1661, maar bestond al eerder. De poort zelf is tegenwoordig afgebroken, wel zijn fragmenten van de laatgotische stadsmuur bewaard gebleven.
- de Nieuwe poort (Nová brána, Neuer Tor) aan het begin van de Denisstraat (Denisova ulice) bij de Kerk van de heilige Maria ter Sneeuw. De poort verbond de stad Olomouc met de Voorburcht (Předhradí). Al in 1388 komt de Nieuwe poort in documenten voor en in 1787 werd hij afgebroken.
- de Rohelpoort of Frans-poort (Tsjechisch: Rohelská brána of Františkova brána, Duits: Rohel-Tor) op de plek waar de straten het kappen (ulice Kačení) en Waterstraat (Vodární ulice) samenkomen. In 1834 is de poort verbouwd en nadien hernoemd naar Frans Jozef I tot de Frans-poort en in 1884 afgebroken.
- de Rozenpoort (Růžová branka, Rosentor) in de Slowaakse straat (Slovenská ulice). De poort is gedeeltelijk bewaard gebleven in de baksteenmuur.
- de Kruidtoren (Prašná věž, Pulverturm) in het blok huizen tussen de straten 8e mei (ulice 8. května) en de Sokolstraat (Sokolská ulice), afgebroken.

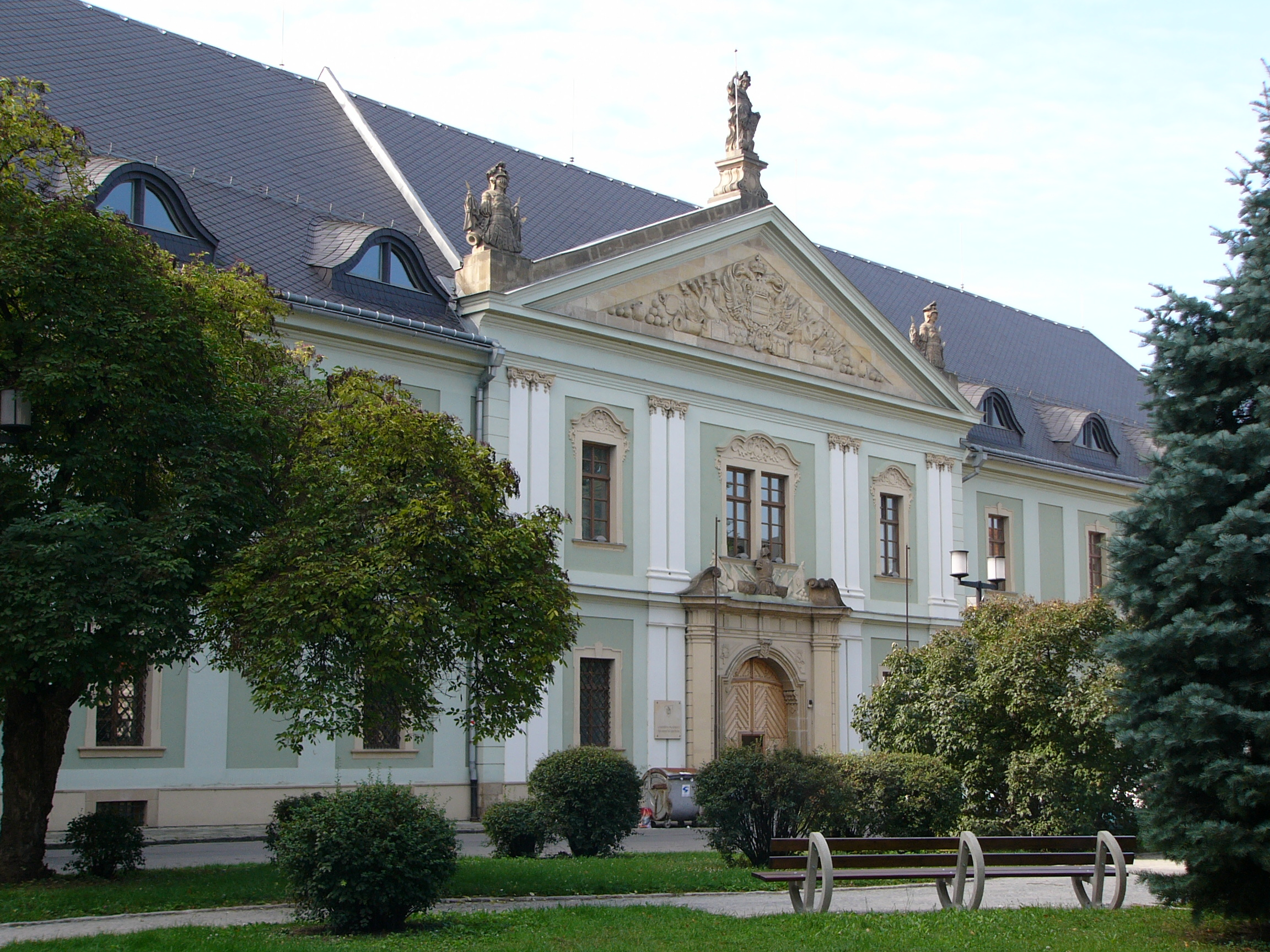
Het Theresia-arsenaal (D)

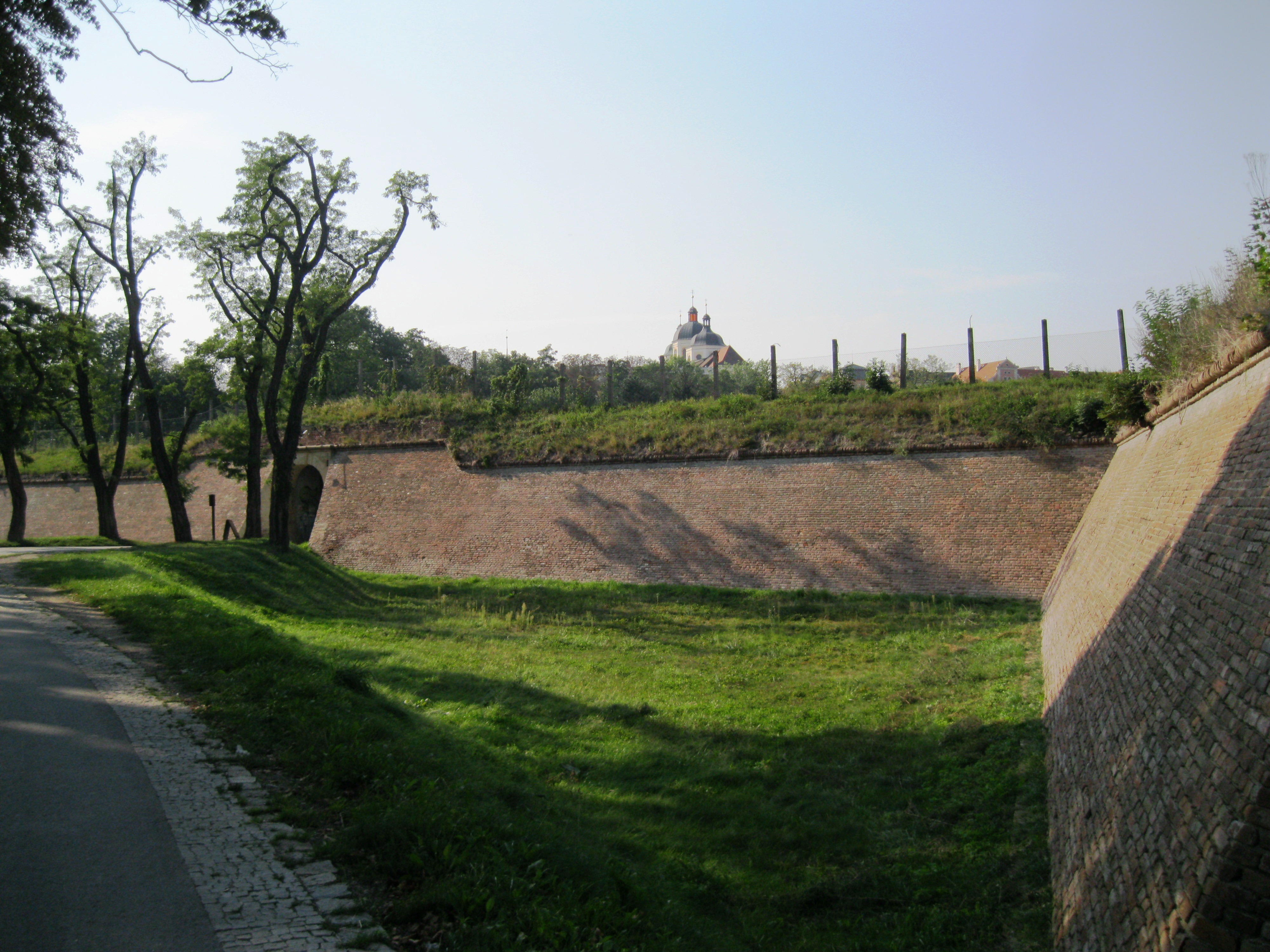
Korunní pevnůstka (E)

### Kazernes en militaire objecten
- het Theresia-arsenaal (Tereziánská zbrojnice, Maria-Theresia-Zeughaus) op het Bisschopsplein (Biskupské náměstí). In het gebouw is tegenwoordig de bibliotheek van de Palacký-Universiteit gevestigd.
- de Oudestadskazerne (Staroměstská kasárna, Altstadt-Kaserne), gelegen aan de Studentenstraat (Studentská ulice), gebouwd in 1810.
- het Huis van het Leger (Dům Armády, Haus der Armee), een voormalige Augustijnenklooster, op de hoek van de 1e Meilaan (laan 1. Máje) en de bakkerijstraat (Pekární ulice). Aan de noordwest-zijde van het gebouwd is een rechthoekige oorspronkelijk gotische stadsmuurtoren in het gebouw opgegaan.[1]
- de Haná-kazerne (Hanácká kasárna, Haná-Kaserne) aan de 1e Meilaan.
- de Waterkazerne (Vodní kasárna, Wasserkaserne) en kazematten aan de laan van de Vrijheid (třída Svobody).
- de Mauritiuskazerne (Mořická kasárna, Moritz-Kaserne) op de plek van waar tegenwoordig de basisschool Komenium (základní škola Komenium) staat, de achtervleugel is gedeeltelijk behouden gebleven
- het Stadsarsenaal (Městská zbrojnice, Städtisches Zeughaus) op de plek waar tegenwoordig de basisschool In het kasteel (základní škola Na Hradě) staat, afgebroken.
- de Legerbakkerij (Vojenská pekárna, Armeebäckerei) in het Hospitaalbastion, een vijfhoekig bouwwerk waarin de Podekgalerij (Galerie Podkova) is gevestigd.
- het Korunní pevnůstka Olomouc (Kronenfestung), een kroonwerk, gelegen aan de overzijde van de Mlýnský potok. In het kroonwerk zijn tegenwoordig de musea Pevnost poznání en Muzeum Olomoucké pevnosti gevestigd. Ook ligt een deel van het Botanická zahrada a rozárium in het kroonwerk.
- de Salzerredoute (Salzerova reduta, kort: Salzerka, eigenlijk Salzerova reduta II) is de meest zuidelijk gelegen redoute die nog bestaat gelegen op een eiland in rivier Morava. De redoute werd gebruikt bij het onderwater zetten van het gebied rond de vesting.[2]
- Het Edelmannpaleis (Edelmannův palác, Edelmann-Palast), gelegen aan het Bovenplein (Horní náměstí) was vanaf 1816 in gebruik als de woning van de opperbevelhebber van de Vesting van Olomouc. Tussen 1829 en 1831 woonde de veldmaarschalk Josef Radetzky von Radetz hier.

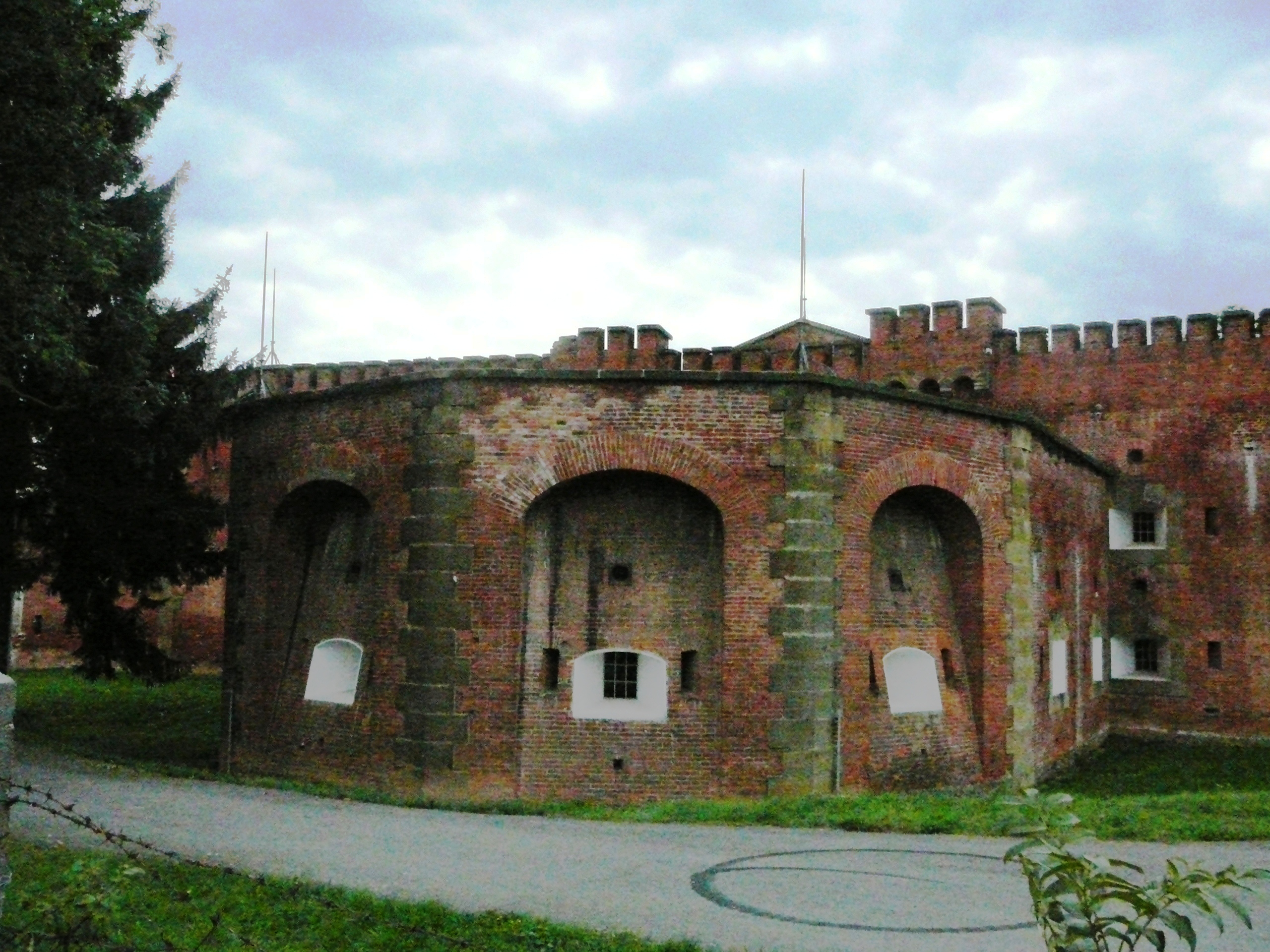
Fort XVII Křelov

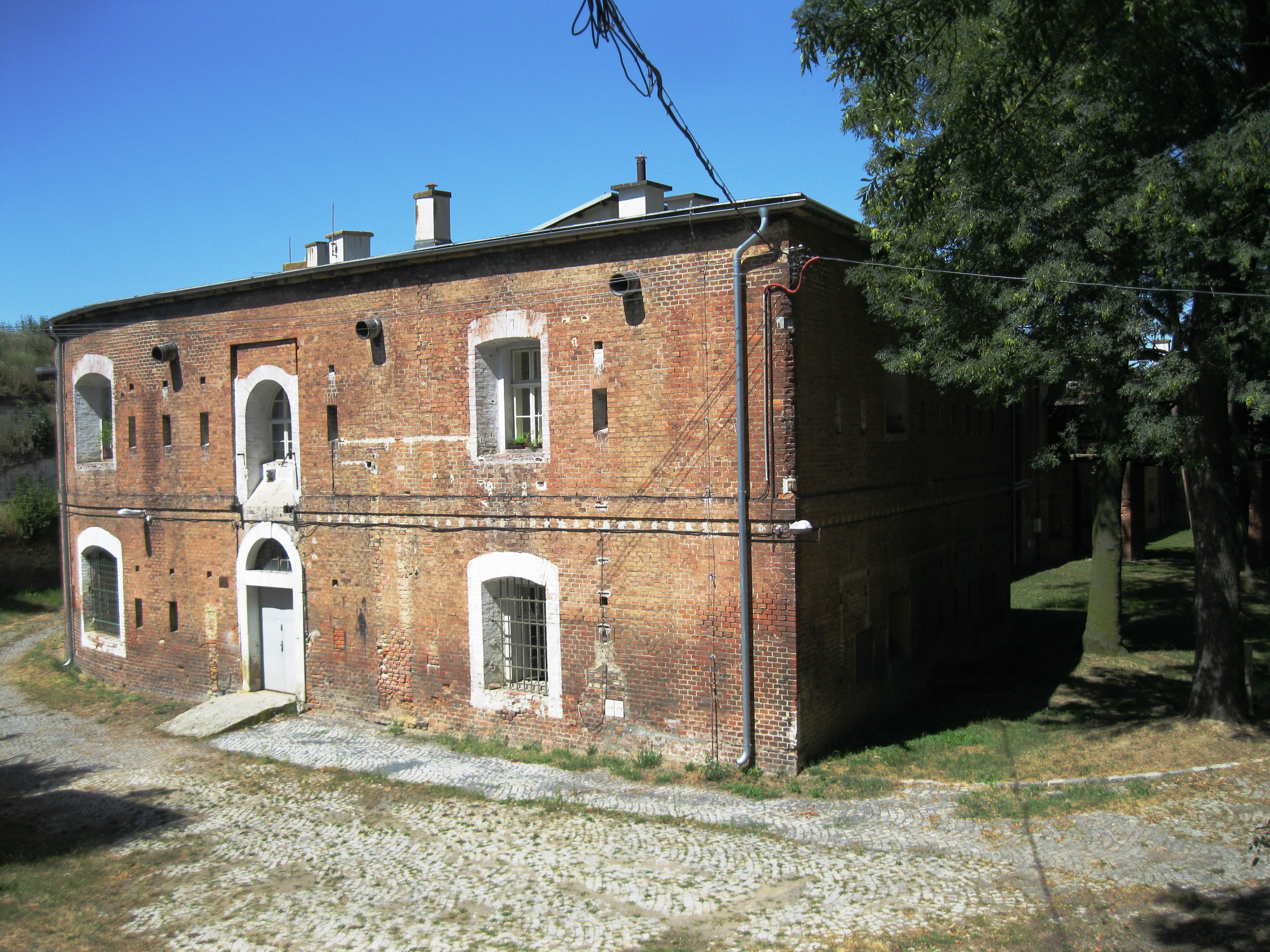
Fort Tafelberg

### Stelling van Olomouc
De forten van de Stelling van Olomouc zijn gebouwd van het einde van de 18e eeuw rond de Vesting Olomouc. Tot 1866 werden 17 forten gebouwd, waarna in de daarop volgende jaren nog eens vier werden gebouwd. Als laatste werd in 1874 het fort van Radíkov gebouwd. De belangrijkste zijn:
- de forten bij Křelov
- de forten bij Neředín, Slavonín, Chválkovice, op de Tafelberg (Tabulový vrch, Tafelberg) en in Nová Ulice
- het fort van Radíkov
- en andere.

Volgens de huidige benaming zijn dit:
- Fort I Černovír, aan beide kanten van de spoorlijn Česká Třebová–Bohumín, in de richting van Česká Třebová, gesloopt.
- Fort II Chválkovice
- Fort IV Bystrovany
- Fort VIII Holice, voor een groot deel gesloopt
- Fort XI Slavonín
- Fort XIII Nová Ulice
- Fort XV Neředín
- Fort XVII Křelov
- Fort XX Křelov
- Fort XXII Černovír

Tussen de forten worden ook de forten Fort Tafelberg (Fort Tabulový vrch) en Fort Galgenberg (Fort Šibeniční vrch) gerekend. De beide forten zijn gebouwd na de beëindiging van het beleg van Olomouc in 1758 en zijn daarmee een uitbreiding van de oude fortificaties en geen onderdeel van de forten die de Stelling van Olomouc vormden. Fort Tafelberg wordt tegenwoordig gebruikt als het archief van het Facultair Ziekenhuis van Olomouc.
In de 19e eeuw werd door de ontwikkeling van artillerie het noodzakelijk de verdedigingslinie rond Olomouc verder van de stad vandaan te plaatsen. Daarom kwam er een ontwerp voor het bouwen van forten op de heuvels Baba (tussen Hněvotín en Bystročice), Chlum (tussen Velký Týnec, Krčmaň en Suchonice) en Svatý Kopeček. Van dit plan is alleen een fort op Svatý Kopeček in Radíkov uiteindelijk gebouwd.
Verschillende forten zijn op de lijst van Tsjechisch cultureel erfgoed geplaatst. Verder zijn enkele forten in private handen en wordt er aan gewerkt forten nieuwe functies te geven en te onderhouden.

## Galerij

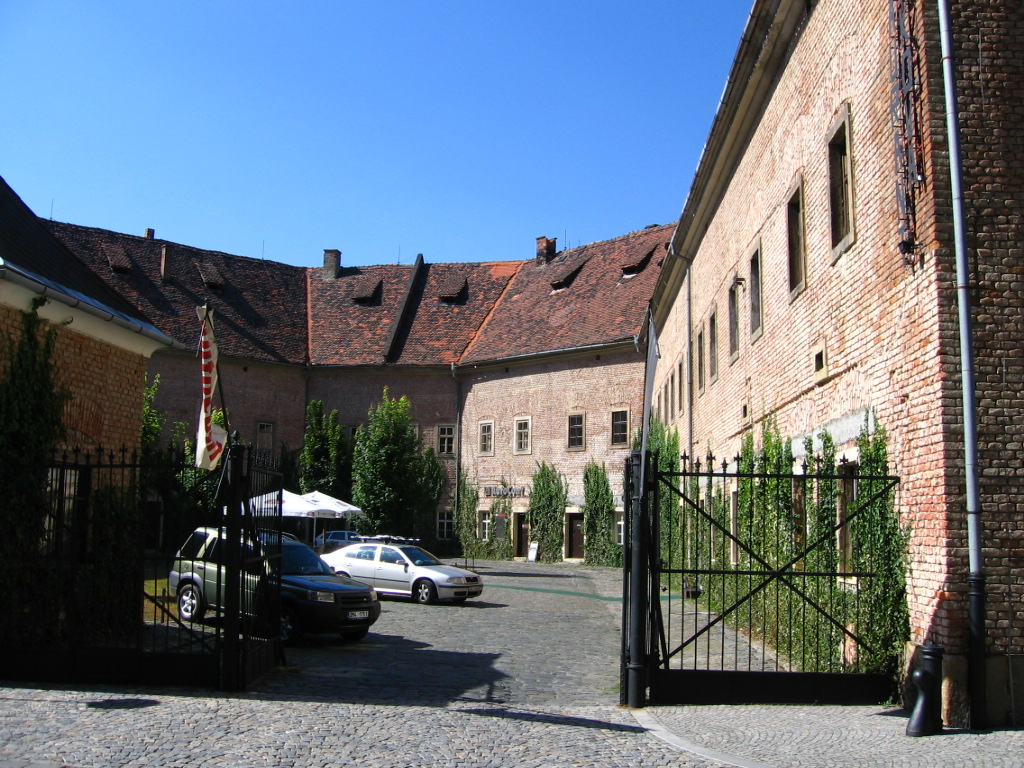
Legerbakkerij (C)
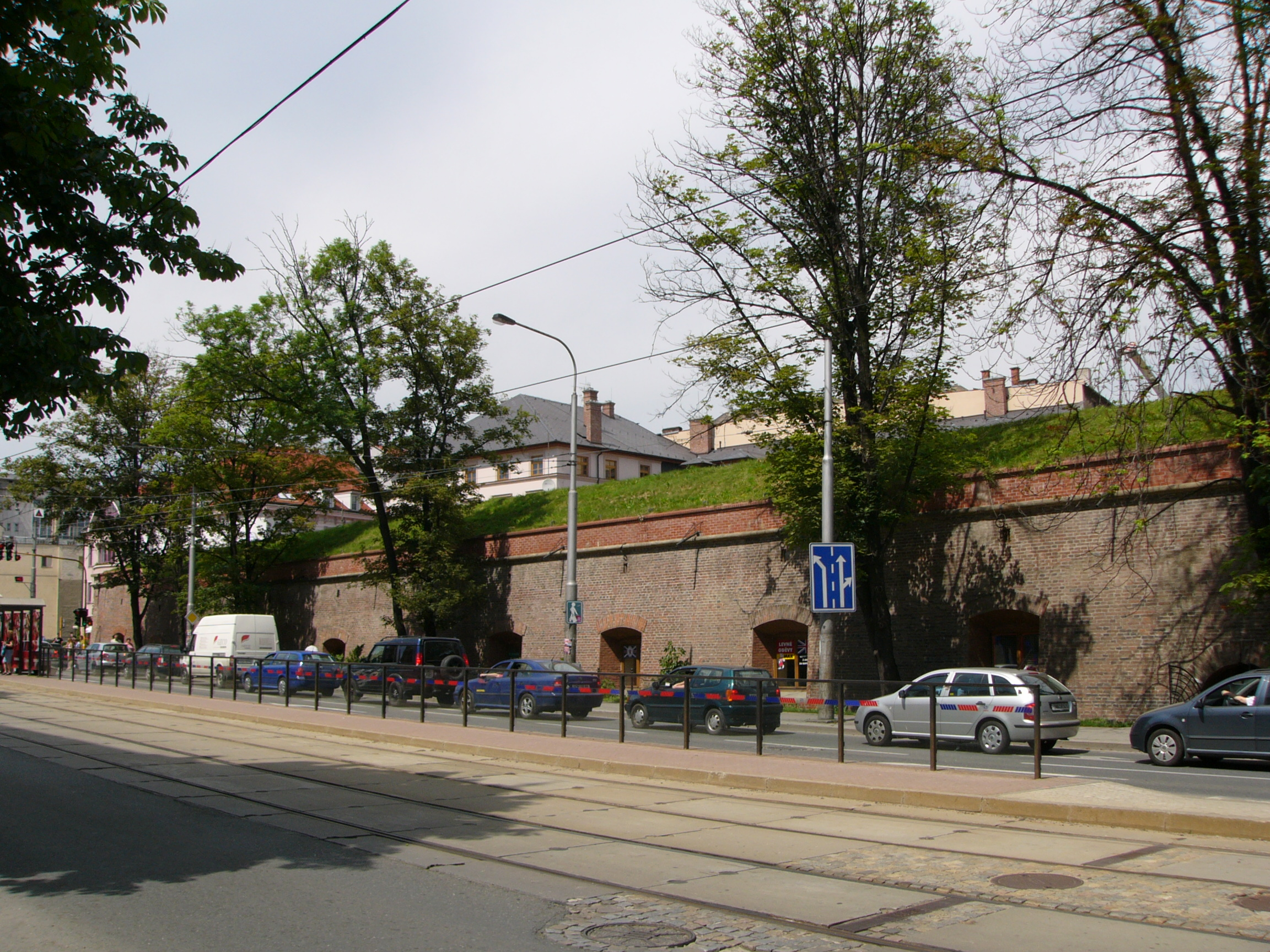
Waterkazerne (F)
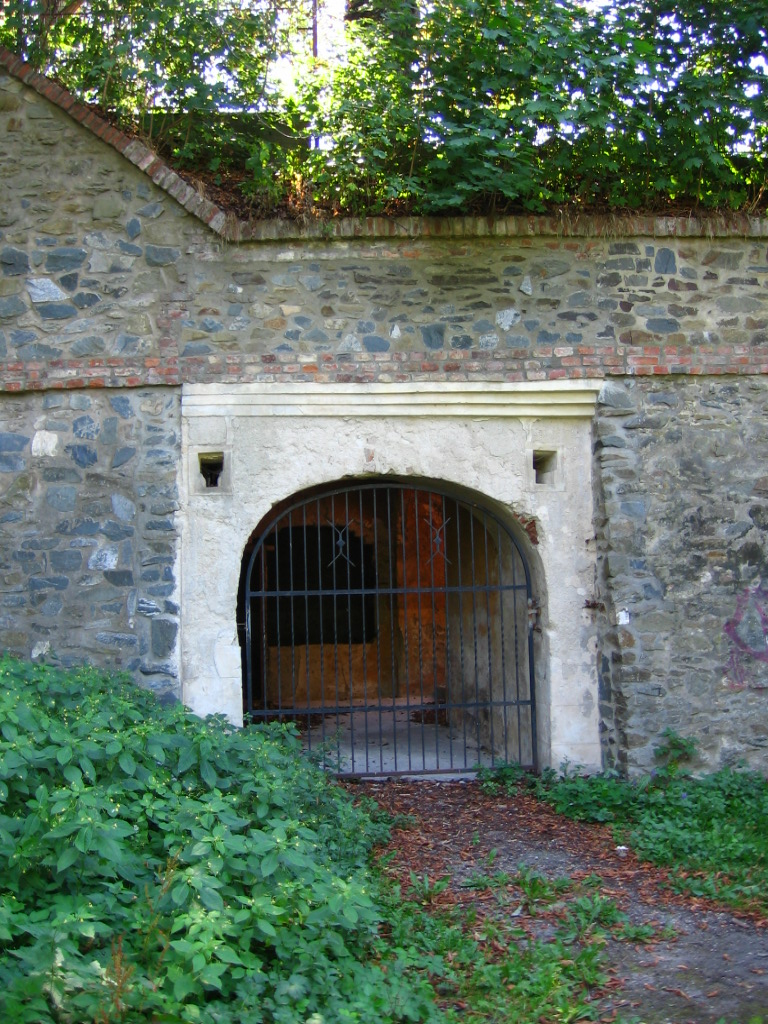
De Zigeunerpoort (1)
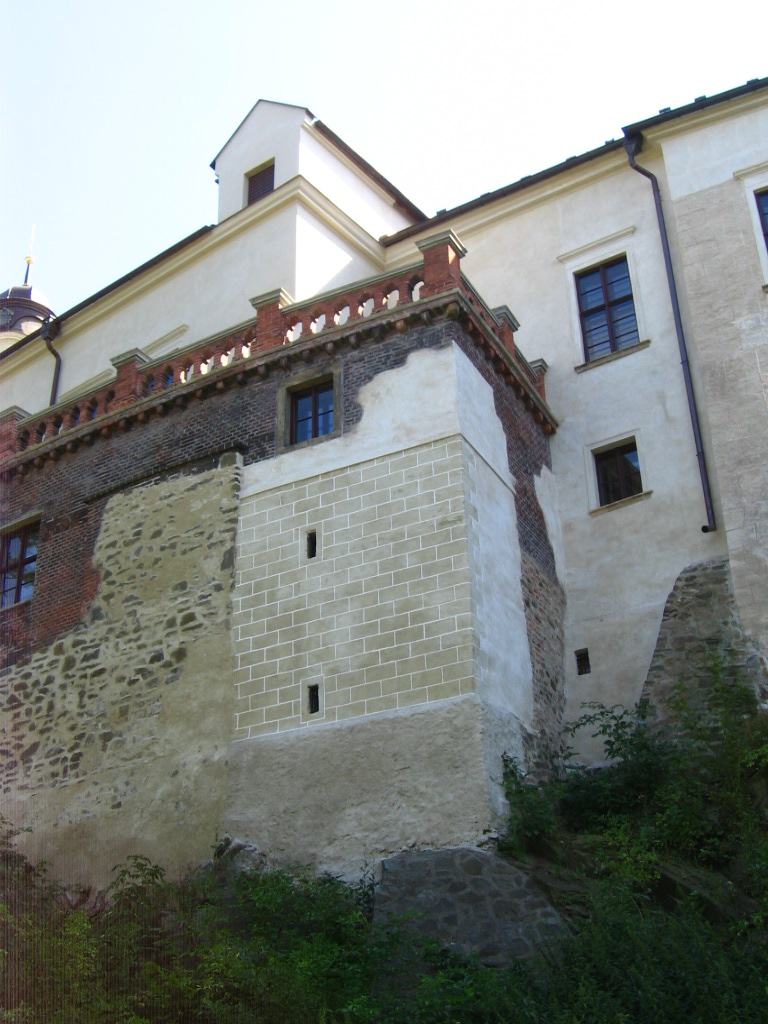
Rechthoekige verdedigingstoren (2)
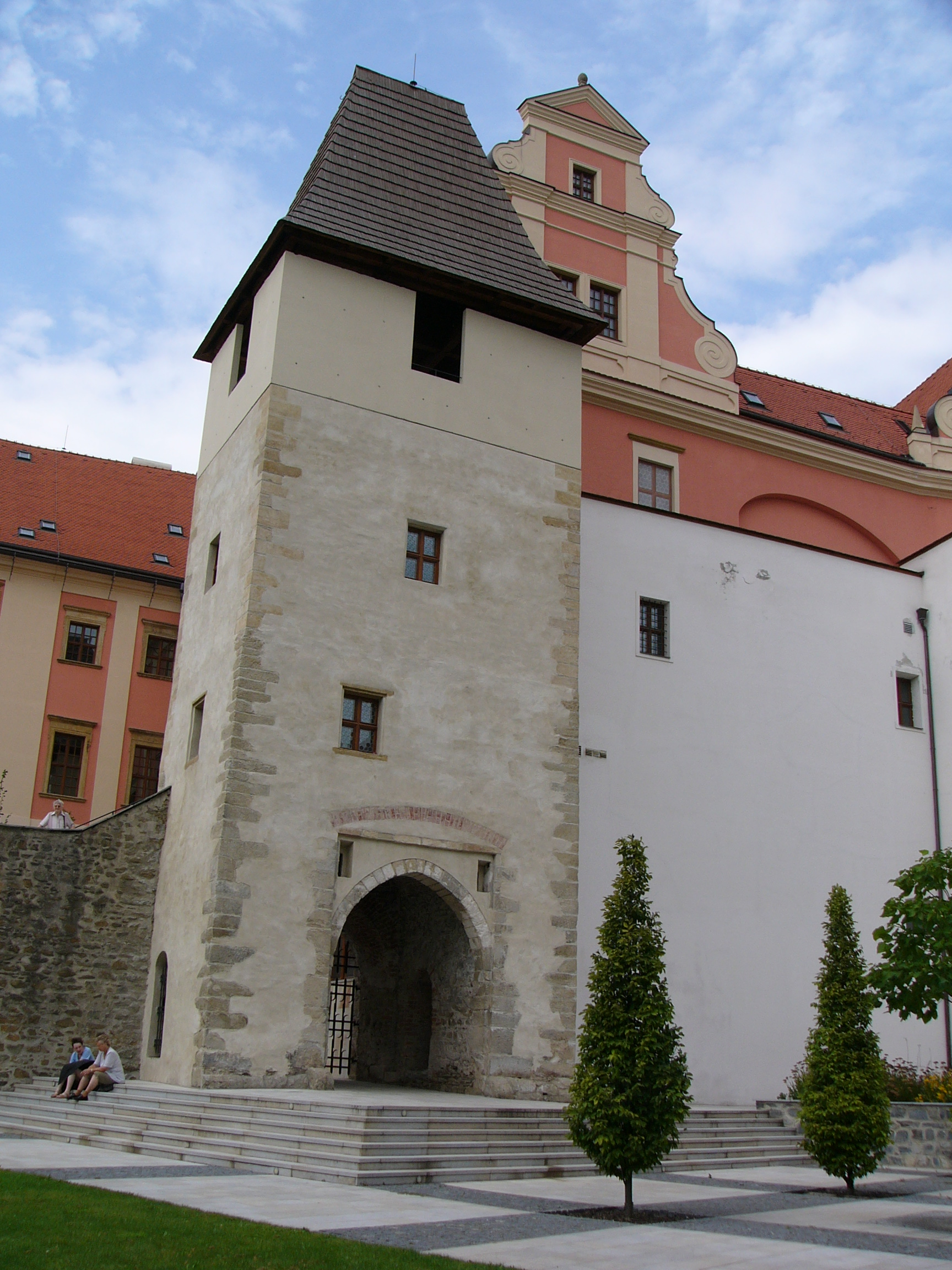
De Jodenpoort (5)
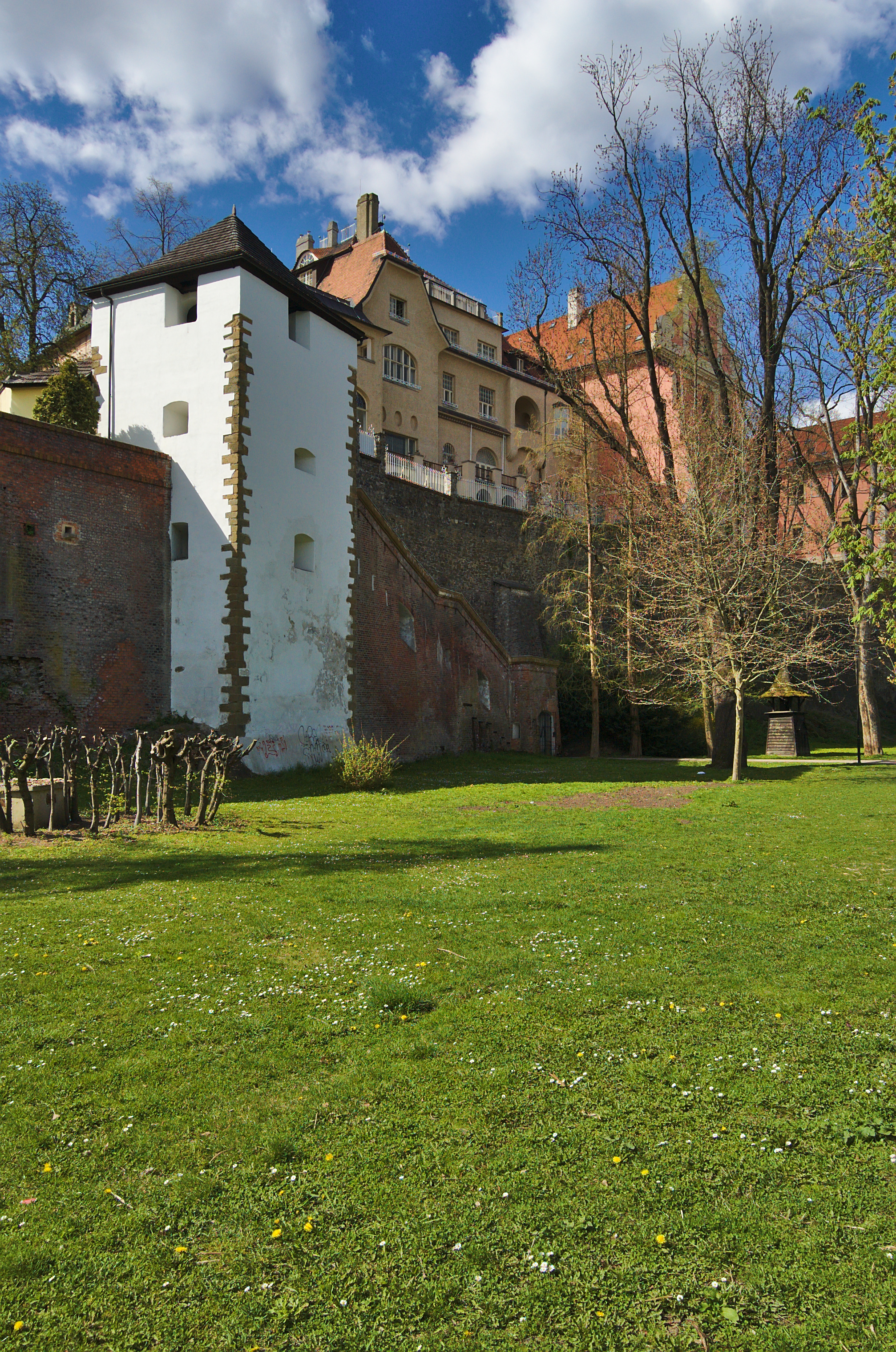
Het Michaelsuitsteeksel (6)
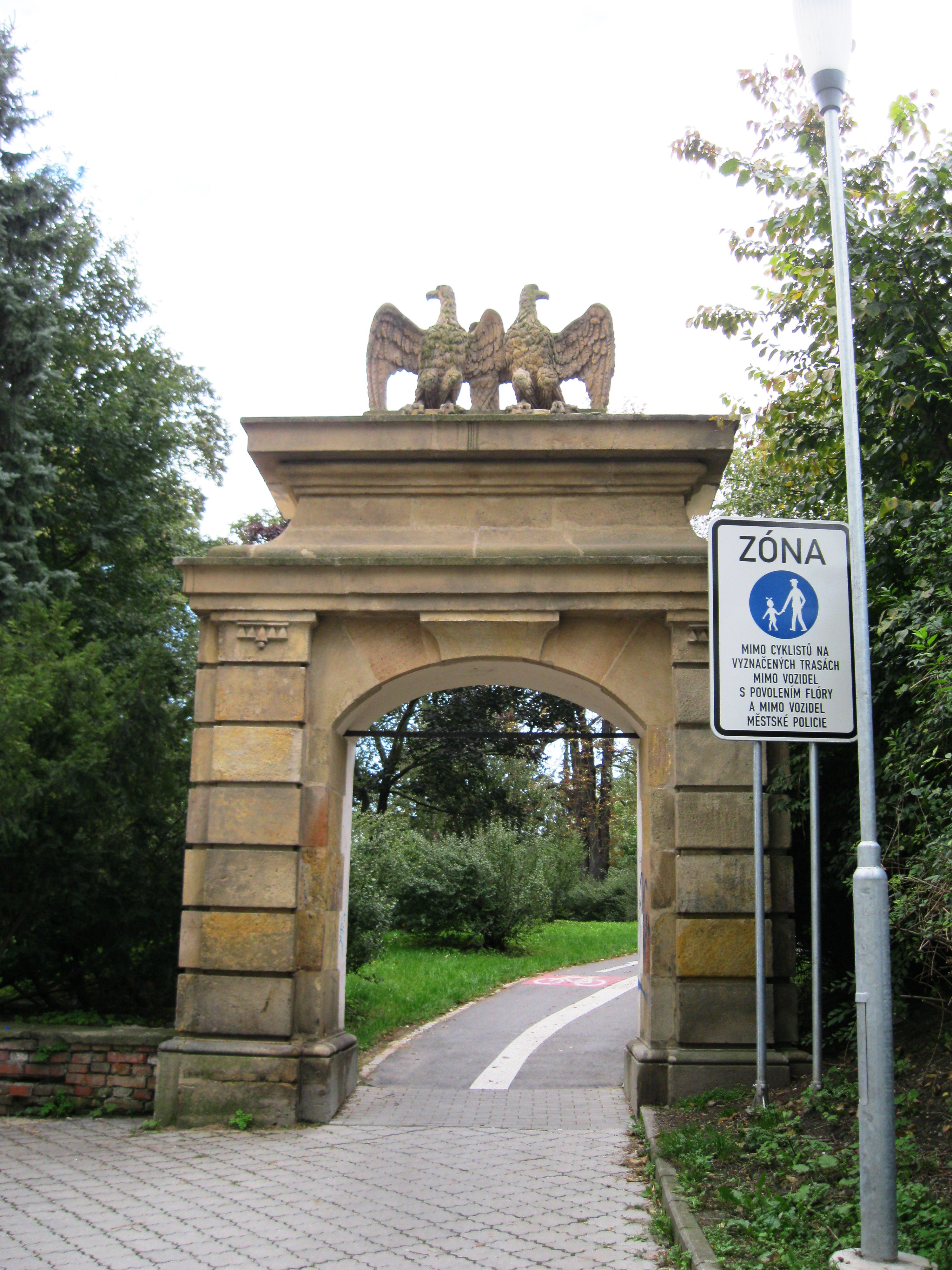
Litovelpoort (15)
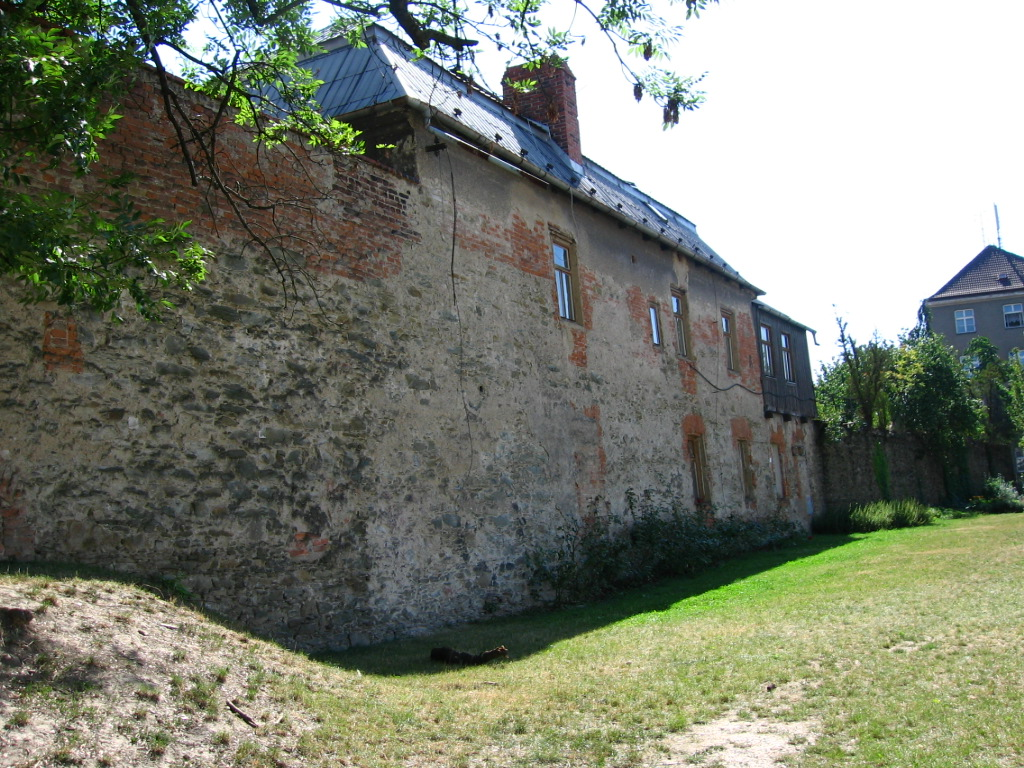
Resten van de gotische stadsmuur (19)
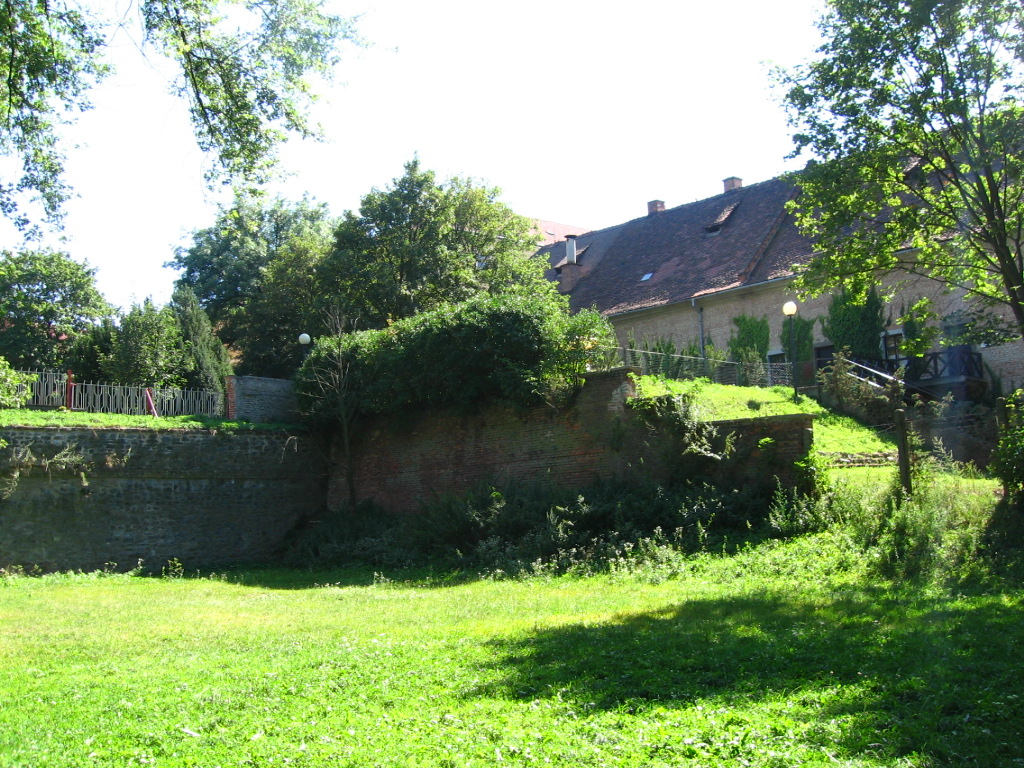
Resten van het Locatelli-bastion (21)
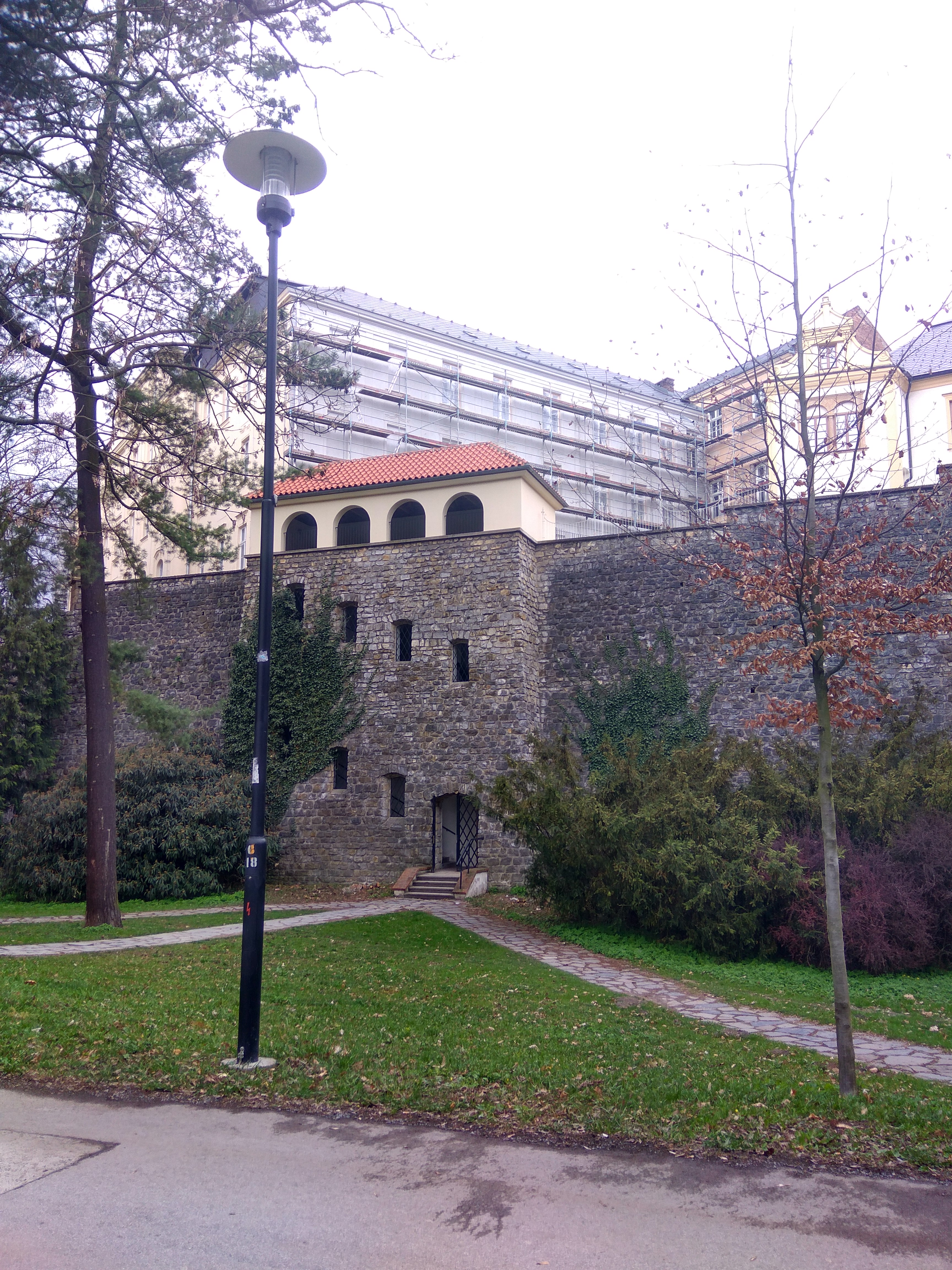
Het Jacobuitsteeksel onder de Filosofische faculteit (25)